# タイムボカン24
『タイムボカン24』（タイムボカン トゥエンティフォー、英語表記：time bokan TWENTY FOUR）は、2016年10月1日から2017年3月18日まで読売テレビ・日本テレビ系列で、毎週土曜17:30 - 18:00（JST）に全24話が放送された、日本のテレビアニメ作品。
本項目では、2017年10月7日から2018年3月24日まで、同時間帯にて全24話が放送された続編『タイムボカン 逆襲の三悪人』（タイムボカン ぎゃくしゅうのさんあくにん）についても併せて取り扱う。以下、本文中においては便宜上『24』を第1期、『逆襲の三悪人』を第2期と呼称する。

## 概要
タツノコプロ制作のテレビアニメシリーズ「タイムボカンシリーズ」より、第1作目である『タイムボカン』（以下「第1作目」）を原典としたリメイク作品で、シリーズ初の完全地上デジタル放送でもある。先行するシリーズ作品と同様に、本作品でも歴代シリーズ作品でしばしば見られた要素を採用している。その主な要素は下記のとおり。
過去の「歴史」を巡る
第1作目を始め、シリーズ第4作目の『オタスケマン』などで用いられた、「過去や未来へタイムワープして敵と攻防を繰り広げる」という設定を本作品でも採用している。その上で、本作品では作中で公になっている歴史は「ある理由で教科書に掲載する際に全部書き換えられたウソの歴史」とされている。第2期からは第1作目での主目的である「ダイナモンド争奪戦」が新たに加えられており、歴史の真実めぐりから第1作目と同様に、該当する歴史の流れに沿って物語が繰り広げられる。
味方側のメカが合体変形する
『ヤッターマン』『ゼンダマン』『怪盗きらめきマン』に登場する味方側の小型メカを発展的に進化させた、「ボカンメカ」と呼ばれる24種類のメカが登場。母艦的存在となる「メカブトン」は変形して人型の巨大ロボットとなり、ボカンメカと合体することでパワーアップする。
決めポーズ
『ヤッターマン』と『ゼンダマン』でも見られた、善玉の勝利の際に取るポーズが本作品でも踏襲されており、本作品では善玉と各話の舞台となった時代の人々が「真歴史、ボカンと見届けました!○○!」という台詞に続けてポーズをするというスタイルが取られている。第2期ではダイナモンドを手に入れた善玉の決め台詞として「いたダイナモンド！」が新たに登場する。
過去のシリーズ作品で数多くのメカニックデザインを担当した大河原邦男が悪玉メカを担当する以外、スタッフの顔ぶれがほぼすべて一新されている。また企画協力・キャラクター&メカ原案として、さまざまなメディアミックス展開を得意とするレベルファイブが参加しており、社長の日野晃博も「クリエイティブプロデューサー」として名を連ねている。そのほか、シリーズ構成に同社の代表作のゲームを原作としたアニメ『妖怪ウォッチ』のシリーズ構成を担当している加藤陽一も参加している。
キャスト面では、主役の男女には新人声優の若山晃久と鬼頭明里を起用。シリーズ恒例の「三悪トリオ」と悪の親玉には、2015年に深夜帯で放送されたスピンオフ系作品『夜ノヤッターマン』のキャスト（喜多村英梨・平田広明・三宅健太・ホリ）が引き続き起用されている。字幕文字放送を実施。
第1期放送終了後の2017年3月25日・26日に開催されたイベント『AnimeJapan2017』会場のタツノコプロブースにおいて、第2期の制作が決定。同年8月に正式タイトルである『タイムボカン 逆襲の三悪人』や、第1期と同じ時間帯で放送することが発表された。第2期では第1期のメインであった真歴史捜索から、歴史人物のもつダイナモンド争奪戦へとシフト。同時に第1期から踏襲されている、各回の主題となる歴史上の人物・出来事にちなんだサブタイトルも、真歴史をメインとした第1期に対して第2期では豆知識を絡めたものになるなど、より教養的な面も取り入れられている。

## ストーリー
タイムボカン24
現代（2016年）の東京で暮らす中学2年生のトキオは、ひょんなことがきっかけで24世紀に拠点を置く時空管理局（通称・JKK）の隊員にさせられる。先輩隊員の少女カレンと共に過去の歴史を守るため時代を行き来するうちに、トキオは違和感を覚える。目の前に広がる歴史は学校で習ったものと全然違うからである。実は現代の教科書に書かれている歴史は全部ウソで、その裏には隠された真歴史が存在していた。
一方、真歴史を隠し「教科書の歴史」のままにしようとする悪の組織アクダーマは、女リーダーのビマージョ、中年のメカニックマンツブヤッキー、怪力自慢の見習いメンバー・スズッキーの3名を送り込み、JKKの活動を妨害しようとする。
タイムボカン 逆襲の三悪人
第1期最終話でオヤダーマから半年間の緊急業務停止命令を言い渡されていたアクダーマの3人。ついにオヤダーマから歴史上の偉人たちからダイナモンドを集めてこいと指令が下る。JKKのトキオとカレンは今度はダイナモンドをアクダーマたちから守るため対決する。
最後はアクダーマの女ボス・ビマージョがJKKの一員となるも、部下のそばにいることを選んでアクダーマに復帰するというところでシリーズが完結し、2年間の歴史に幕を閉じた。

## ストーリーフォーマット
第1期
アバンタイトル→プロローグ→ミッションの説明→タイムボカン出動→オープニング→サブタイトル→真歴史発見→アイキャッチ（第4話以降）→タイムボカンVSアクダーマの対決→ドッキングルーレットでサポートメカを召喚→サポートメカとコスプレドッキングおよびスーパードッキング→ビマージョ現実逃避ならびにアクダーマの敗北→ミッション達成→決めポーズ→カレンが彼氏がいないとつぶやく→エンディング→真歴史ロック→アクダーマたちがオヤダーマからおしおきされる。
第2期
オヤダーマの「今週わかる!ビックリドッキリ豆知識」→アクダーマ出動→タイムボカン出動→オープニング→サブタイトル→アクダーマが偉人に遭遇→アイキャッチ→タイムボカンVSアクダーマの対決→ドッキングルーレットでサポートメカを召喚→サポートメカとコスプレドッキングおよびスーパードッキング→アクダーマの敗北→ミッション達成→決めポーズ→アクダーマたちがオヤダーマからおしおきされる→美麗の秘密に迫るミニアニメ→エンディング
基本的にはこの話の流れで進められているが、一部のシーンは尺の都合でカットされている部分もある。ストーリーも基本的に1話完結であるが、一部の歴代のタイムボカンシリーズ同様、ストーリー終盤の第23話 - 第24話（最終話）においては連続したストーリーとなっている。第1期の時点ではボカンメカのうち半分程度しか登場せず、未消化の伏線も残る最終話だった。第2期ではアクダーマがメイン（前付けの提供読みでは、ツブヤッキーの「今回はアタシたちが主役よ!」という台詞もある）になっており、目的が真歴史探しから偉人の持つダイナモンド争奪戦に変わっているなど、変更された箇所も多い。

## 作中設定・用語
真歴史（しんれきし）
教科書に記されている内容とは異なる、真実の歴史的な出来事。本作品のサブタイトルにもなっている。教科書の歴史に比べると、こちらのほうが間違いではないかと思えるほど奇想天外で「おもしろい」。第3話の桃太郎および第13話のサンタクロースのようなおとぎ話や、第4話の恐竜時代のような先史時代も真歴史として含まれている。なお、第13話のサンタクロースの件は、「サンタクロースがトナカイが曳くソリに乗っている」という教科書の歴史と、「トナカイがサンタクロースが曳くソリに乗っている」という真歴史がどちらも真実であるという例外で締めくくられる。
歴史大全
ヒストリーパラダイス社が発行している歴史書で、開くとホログラフで内容を閲覧できる。人類の歴史がすべて掲載されているが、真歴史が発見されるたびに手作業で改訂しなければならないため、アクダーマがJKKの活動を妨害する理由となっている。逆にアクダーマが真歴史を発掘した場合、法律違反となる。
タイムボカン
タイムトラベルやタイムスリップを超越した時間跳躍現象。時間移動時は生命の危険を伴うほどの多大な負荷がかかるが、トキオのように生身で耐えられる人間も存在する。アクダーマ側の呼称は第1期では「ドクロボカン」だが、第2期では「タイムボカン」で統一された。
このタイムボカンによって移動した時代での行動が後の時代に影響を与えることが第14話や第22話で描かれている。また、基本的には1つの真歴史に関して1つの時代に移動するのが常であるが、第23話ではナイチンゲールの誕生から最期までの90年間での移動を繰り返している。
ダイナモンド
第1作でマージョ一味が探していた宝と同名の宝石。第1期では「真歴史をロックするアイテム」、第2期では偉人がもつ「お宝」としてそれぞれ設定されている。外見は、上部が少し尖った丸みのある青い宝石。集めればを歴史を思い通りに変えられる力を持つ。第1期では発見した時代から24世紀に持ち帰りロックすることで、その時代の真歴史を残せるようになる。大半は真歴史が発見された時代に落ちているが、第13話では登場せず、第15話ではコスモガレージ24内で出来内が落としたボールから発見された。
時空管理局（じくうかんりきょく）
略称「JKK(Jikuu Kanri Kyoku)」。24世紀に存在する組織で、第1期では真歴史の発見と保全、第2期ではダイナモンドをアクダーマから守ることが任務となる。
コスモガレージ24
JKKの宇宙基地。多数のボカンメカが配備されており、トキオたちはここを拠点に各時代に派遣される。第2期では単に「コスモガレージ」と呼ばれる。
ヒストリーパラダイス社
アクダーマが勤務する24世紀の教科書出版社。給料は安く、実態はブラック企業に近い。裏の業務として、各時代のヨーチューブに勝手に動画配信をしている。第2期ではダイナモンド収集が主任務となる。
アクダーマの秘密基地
アクダーマは第1期では社内の一室を拠点とするが、第2期では専用の秘密基地をもつようになる。倉庫のような内装で、メカの製作もここで行われる。

## 登場キャラクター

### 時空管理局（JKK）
トキオ
声 - 若山晃久
本作品の主人公。丹間学園の中学2年生である14歳の少年。11歳の弟がいるため、一人っ子より肩身の狭い毎日を送っていた。虫や動物好きであること以外は特徴や取り柄と呼べるものがなく、容姿も平凡。年ごろの少年らしく美人には目がない。異常なほど時間にルーズで、学校では遅刻の常習犯である。テレビシリーズではツッコミ役の常識人だが、漫画版では下ネタギャグを披露するなどボケ役である。JKK隊員にしては歴史には疎く、学校での歴史の成績も悪い。ミステリー好き。いろいろな意味でツブヤッキーやスズッキーになぐさめられている。影が薄いことを気にしている。
カレンに巻き込まれるかたちで24世紀に飛ばされ、時間のルーズさゆえにタイムボカン現象に影響されない体質を買われて、なかば強引にJKKに入隊させられる。第1期初期での出動時のシークエンスはカレンは楽なのに対し、彼だけは毎回苦行で、タイムボカンユニット搭乗の際は必ず頭から突っ込むかたちとなっている。一人称は「オレ」。
カレン
声 - 鬼頭明里
本作品のヒロイン。トキオの相棒を務める17歳の少女。生まれた年代は言及されていない。行方不明となった同僚（通称「カレシ(彼氏)」）を探している が、任務中に出会った美男子に心移りする面もある。第1期では赴任先の時代に合わせたコスプレ衣装を着用するが、やや時代認識のずれた格好をすることから、トキオによく突っ込まれる。漫画版では逆にツッコミ役である。ビマージョとは仲が悪く、しばしば任務を超えた個人的な感情で張り合う。一人称は「わたし」。

#### 第1期のメンバー
ピコボー
声 - 愛河里花子
ボカンメカを統括・管理するサポートロボ。通称「ピコちゃん」。背中には「タックルBOX」と呼ばれる、ボカンメカに関するアイテム「ボカンキー」を収めたケースを装備している。ほかにもラップ用の機材を体内に大量に格納している。口癖は「ピコピコー」で独特な話し方をする。第2期ではトキオたちのもとを離れ、自身の改造手術のためにアジア方面に向かい、最終話ではペラリーノと共に頭部だけ残ったO-3を回収した。
ペラリーノ
声 - 前田剛
カレンに飼われているおしゃべりインコ。通称「ペラちゃん」。かわいらしい外観とは裏腹に言動はナルシストで、語尾に「〜だペラ」を付けて話す。第2期ではトキオたちのもとを離れ、婚活のために南米に渡り、最終話ではピコボーと共に頭部だけ残ったO-3を回収した。
司令官
声 - 綿貫竜之介
JKKのトップ。本名・年齢不明。口髭が特徴。ミッションの説明や出動時の台詞を、ペラリーノやほかの部下たちに先に言われる。第2期では美麗が司令官に任命されたため、シュレッダー部に異動させられた。

#### 第2期からの新メンバー
美麗（みれい）
声 - 皆口裕子
JKKの新司令官に任命された美女。ビマージョの姉で、家出しアクダーマとなった彼女を連れ戻すためにJKKの司令官になった。その色香でトキオを惑わせ、カレンからの嫉妬を買う。普段は優しく落ち着いた物腰だが、ときおりO-3を罵倒し折檻するなど、激しい気性をのぞかせる。一人称は「わたし」。
O-3（オースリー）
声 - 津田健次郎
正式名は「OTNP55エトセトラエトセトラエトセトラデラックス3」。ピコボーの後任として配属された人型ロボット。かつて何らかの罪によりロボット刑務所に収監された事がある。その言動の様子から登場人物に「おっさん」と呼ばれることもある。優秀な電子頭脳が搭載されているが、ナルシストで一部の性質では中年男性のようでかなりの好色家であり、若い女性や美女がかかわる物事には俄然やる気を見せ、カレンにセクハラ行為を行っては度々制裁を受ける。腹部にダイナモンド探知機があり、お尻や脇、頭部などに内蔵されたボタンでボカンメカを召喚する。暴走すると日本中にアホの粒子がまき散らかされ日本中がアホになってしまう。第2期最終話ではアクダーマのメカにビマージョと間違われ捕えられるも、メカにとてつもないパワーを発揮させた。最後は自ら死を選び、トキオ達の一斉攻撃で爆発し、頭部だけ生還しそのまま宇宙を彷徨っていたところを、改造手術が終わったピコボーとペラリーノによって回収され、再びJKKに保護された。一人称は「オレ」。

#### エンジニアチーム
出来内（できない）
声 - 菅原慎介
JKKのメカエンジニア。トランプでピラミッドや積木でタワーを作るのが趣味だが、タイムボカンユニットの発進時の風圧に巻き込まれて壊される。「できない」が口癖。第15話では、彼が落としたボールが偶然活躍した。第2期第17話ではドタバッタンの出動を止めようとする出佐内を隊員と共に阻止した。
出佐内（ださない）
声 - 杉崎亮
JKKのメカエンジニアチーフ。24世紀では珍しい職人気質の男。未完成のボカンメカは人に見せることも出すこともせず、「出さない!」と言って頑なに拒否する。第2期第17話では1年かけて完成したドタバッタンの出動を拒否しようとしたが、出来内と隊員に止められた。

### アクダーマ
本作品における「三悪トリオ」。普段は世界最大の教科書出版社「ヒストリーパラダイス社」の第14倉庫課に勤務している。JKKの妨害任務の際は覆面で変装し、「アクダーマネーム」という偽名で呼び合う。安月給で酷使されているため疲弊気味で、昼食は1個のカップラーメンを3人で分け合って食べている。第1期では真歴史が見つかるたびに、20億冊もの歴史書を手作業で改訂する重労働を科せられるため、真歴史の発掘を邪魔しており、第2期ではダイナモンドを奪うのを目的としている。
歴代シリーズの三悪同様に毎回敗北する「やられ役」だが、過去の三悪と同様に逆にボカンメカを戦闘不能やピンチに追い込むなどの実力を見せる場面もある。
第1期第13話では、自身達で引き起こしたタイムパラドックスの影響で真歴史がなくなったことで事実上の引き分けとなるが、逆に第1期第18話では不本意なかたちで真歴史発掘に協力した。
リーダーのビマージョの決め台詞は歴代女ボスが命令をする時の「やっておしまい!」で、部下たちの返し台詞は「了解カ〜イ!」 ずっこける時の台詞は「ズコー!!」 第1期での出撃の台詞は「ドクーロ、ボカーン!」。最終話のラストや第2期2クール目のOPでは、ドロンボーのおしおき三輪車に乗っていた。第2期からダイナモンドを見つけると「見ーつけちゃった!」、ダイナモンドをねだる時は「ダ〜イナモンド、ちょうだいだ〜い!」と言うようになる。
ビマージョ
声 - 喜多村英梨
アクダーマの女ボス。会社での役職は第14倉庫課課長。本名は美子。美麗の妹で、彼女の事を恐れている。トキオと同じく一人っ子より肩身の狭い毎日を送っていた。年齢は28歳。以前は別の部署に務めていたが、当時の上司（声 - 杉崎亮）の命令で現在の部署に異動させられた。戦闘はほとんど部下たちに任せきりで、第1期では敗北寸前になると妄想に浸って現実逃避をする。ドーナツ作りが趣味。怒るときの台詞は「スカポンタン!」。過去にサンタクロースにトラウマがあったが、ルドルフを説得したことでトラウマが解消された。第2期最終話では前話で彼氏に扮したO-3に攫われ一度はJKKの一員となるも、部下たちを見捨てることができずメカ戦後にアクダーマに復帰した。一人称は「あたし」あるいは「わたし」。
ツブヤッキー
声 - 平田広明
アクダーマのメカニック担当。会社では平社員で、副業として漫画家もしている。年齢はそこそこ。インターネットのミニブログサービスで「つぶやく」のが趣味、それが高じて「〜なう」の口癖を多用する。口ひげに古びたドタ靴のような長い赤鼻といった容姿、「ポチッとな」などの台詞や口調、女子高生好き、福島県会津若松市出身である等、歴代シリーズのメカニック担当の設定を継承している。データスキャンしたものをもとに巨大メカを生み出すスキャン銃をはじめ、さまざまな発明を手掛けている。自分の鼻が原因で付き合っていた女性（声 - 日野まり）に振られた過去があり、現在も強いトラウマとなっている。口げんかは結構得意。鼻の穴から飲食することが特技で、この芸を見た三蔵法師からも芸人として雇われる。実は屁が凄まじい。一人称は基本的に「アタシ」だが、一部の回では「ボクちゃん」と言うことがある。
スズッキー
声 - 三宅健太
アクダーマの怪力担当。身長2メートルの長身とたらこ唇が特徴の巨漢ながらも、年齢はメンバー最年少で見た目より若い。趣味は食事で好物はシシャモ。入社して日が浅い新人のため正式なアクダーマネームをもたず、本名の「鈴木」をもじった「スズッキー」を仮ネームとして使用している。第2期では一時期だが「ムキムッキー」という正式なアクダーマネームが与えられた。
歴代シリーズの多くの怪力系同様、「まんねん」などの関西弁を多用し、その剛腕でさまざまな力仕事や荒事を担っている。年上のツブヤッキーを「先輩」 と呼んでいる。ラップ好きで、坂本龍馬の大ファン。また、三悪としては珍しく博学な面もあり大学を卒業している。その反面、歌は下手。一人称は「わい」または「わて」。
オヤダーマ
声 - ホリ
アクダーマの上司。体はスーツ姿の人間だが、顔のみドクロのモザイクで隠されており、素顔は美男子。歴史を変えてモテモテになるべくアクダーマにダイナモンド探しを命じた。ビマージョたちが失敗するたびにおしおきを行う。一人称は「ワシ」で、語尾に「〜ダーマ」と付けるのが口癖。第2期では当初、エンディング後のエピローグのみの登場だが、第9話以降は一部のエピソードでオープニング前のプロローグにも登場するようになった。
最終話ではビマージョたちの前に生身の姿を現し、トキオとカレンにも対面した。カレンからは彼氏と思われていたが、「ダーマ」という口癖のせいで人違いであるとされた。事件後はビマージョたちに半年間の緊急業務停止命令 を下した。
第2期では、番組の冒頭にターゲットとなる偉人の紹介とともに「今週わかる!ビックリドッキリ豆知識」としてその回の主題となる偉人のアッと驚く3つの豆知識を披露してアクダーマを驚かせており、最終話ではビマージョを取り戻すべくトキオ達の前に再び姿を現し素顔を見せるも、美麗がビマージョに紹介したお見合い相手の前にあっさり敗北した。

### ナレーター
ボカンナレ
声 - 千葉繁
「説明しよう!」の掛け声でおなじみのシリーズ恒例のナレーション。「=タイムボカン+ナレーション」の略で「ボカンナレ」と呼ばれる。作中で登場人物たちにツッコミや毒舌を入れることもある。第2期以降は毎回、「今週のビックリドッキリ豆知識」の解説を行うこともある。
福澤さん（ふくざわさん）
声 - 福澤朗
第1期第5話と第2期第12話に登場。ウルトラクイズの司会者。キャラクターのモデルは、声優を務めている元『アメリカ横断ウルトラクイズ』の2代目司会・福澤朗本人。メカ戦では実況も担当し、JKK側が勝利すると共に「ジャストミート!」の台詞を決める。

### 各時代のキャラクター
第1期
第1話
クレ夫&パトラ
声 - 高木渉（クレ夫）、渡辺久美子（パトラ）
教科書の歴史では「砂漠の美女」として語られていたが、真歴史では漫才コンビの夫婦で、クレ夫がツッコミでパトラがボケ。兄（声 - 芹亜希子）と妹（声 - 田中あいみ）の2人の子供をもうけている。
第2話
ライト
声 - ふくまつ進紗
自転車の発電ライトを作っているライト屋のウィルバー。真歴史では兄弟ではなく、一人っ子である。飛行機は名前さえ知らず、無灯火運転を嫌っている。高所恐怖症だったが、騒動後はバンジージャンプにのめり込むようになる。
ライトの人形
声 - 平田広明（ツブヤッキーの遠隔操作時）
ウィルバーの弟的存在。自転車を漕いでおり、これを弟みたいだという町の人たちからウィルバーと併せてライト兄弟と呼ばれている。のちにツブヤッキーによってロボットに改造される。ウィルバーを夜遊びに誘った後、教科書の歴史どおりに飛行機を飛ばそうするが、トキオとカレンに正体を見破られる。
第3話
桃太郎（ももたろう）
声 - 熊谷健太郎
物語では鬼を退治した正義のヒーローだが、真歴史では女子に人気のあるアイドル歌手。しかし、その実態はサブタイトルや赤鬼の発言どおり「鬼よりも鬼な人」であり、「ばあちゃん（祖母）が病気でそのために治療費を稼いでいる」と嘘をついて女性ファンたちに高価な自分のグッズを大量に売り付け、払えない分は女性の彼氏や夫から金目の物を家来が奪っていくという悪行を働いていた。最終的にはばあちゃん（声 - 宮沢きよこ）に見つかって嘘がばれ、制裁を受ける。
キジ、ゴリラ、イヌ
声 - 野上翔、佐々健太、麦穂あんな
桃太郎の家来だが、真歴史では犬以外は着ぐるみを被った人間。さらにおとぎ話とは違い、サル役はゴリラになっている（ゴリラも霊長類のため）。
赤鬼
声 - 手塚ヒロミチ
桃太郎に成敗された鬼ヶ島の住人。おとぎ話の鬼とは違い西洋人のような外見。彼以外の鬼も普通の人間のような外見をしている。
第4話
ヘコキサウルス
声 - 小桜エツコ
本作品オリジナルの架空の恐竜。見た目はかわいらしいが、名前のとおり屁をこく。トキオになつくが、屁をこくため嫌がられる。しかし、その屁で野生化したトキオたち（スズッキーを除いて）を正気に戻す。
ティラノサウルス
声 - 乃村健次
隻眼であることから、住民からは「片目のティラノ」と恐れられている。食料を集めており、メカブトンとドクロクラフターを餌だと思い持ち去る。そのせいでトキオたちは帰れなくなり、飢えで我を忘れ野生化する。その後、正気に戻ったトキオたちに襲い掛かるも、自身のデータをスキャンして作られたアクダーマメカに恐れをなして逃げ出す。
村長
声 - 佐々健太
恐竜時代の村の村長。恐竜たちをペットにしている住民たちと暮らしており、彼もペットとして恐竜にカトリーヌと名前をつけてかわいがっている。

第6話
ハチ公
母蜂を9年間も待ち続けている蜂。通称「HACHI」。言葉は話せないが、文字会話は可能。
第7話
コロンブス
声 - 速水奨、続木友子（少年時代）
新しもの好きの船長。語尾は「コロン」。船を出港したのは単なる思い付きで新大陸には興味がなく、「新大陸」＋「眠たいぞう」の語感とビマージョのヒントから新体操を思いつく。
作中では「コロンブスの卵」の逸話も登場するが、真歴史におけるそれはゆで卵をテーブルに叩きつけて立てるところまでは同じだが、力が強すぎて殻全体にひびが入り、最後には倒れるというものである。
第8話
シートン
声 - 大塚明夫
ドーナツの穴に魅せられドーナツの取材をする、ロボ（声 - 麦穂あんな）と呼んでいる犬を連れている紳士。「シートンドーナツ記」という本をまとめようとしている。取材拒否のミセス・ドーナツの店を取材するためにNYドーナツ王に挑戦する。
Mrs.DoNUTS（ミセス・ドーナツ）の店主
声 - 山本格
シートンでも取材許可が下りないドーナツ店の店主。亡き妻のために作っており、NYのドーナツフェスの誘いを断る。
第9話
ガガーリン
声 - 檜山修之
バイコヌール宇宙基地に所属する、ソビエト連邦初の宇宙飛行士。青いものが好きで、食事も青いもので統一している。青いもの以外の食べ物を口にすると腹を下す。語尾は「リン」。教科書の歴史では「地球は青かった」の名言を残したとされるが、真歴史ではボストーク1号の中でブルーベリーと苺を間違えて食べ、腹を下したことによって「地球は臭かった」という名言を残す。
第10話
織田信長（おだ のぶなが）
声 - 伊丸岡篤
安土桃山時代の日本で天下統一を果たした武将とされているが、真歴史では虫取り合戦をしていた。危ないという理由で、刀ではなく虫取り網を持っている。
今川義元（いまがわ よしもと）
声 - 白鳥哲
信長と天下の覇権を争っていた武将だが、真歴史では信長と同様に虫取り合戦をしていた。虫取り合戦の最中にスキャン銃でメカにされる。戦闘後はもとに戻るが、木に引っ掛かり降りられなくなる。
森蘭丸（もり らんまる）
声 - 米内佑希
信長の家来の一人で美男子。教科書の歴史では1565年生まれだが、真歴史では1560年の時点で成長した姿で生きている。
木下藤吉郎（きのした とうきちろう）
声 - 佐々健太
アリの兜を被った猿顔の男。信長の家来の一人で、のちの豊臣秀吉。信長から「サル」と呼ばれている。
第11話
殿様
声 - 松本健太
種子島の島主。「鉄砲伝来」にて、初めて鉄砲を手にした人物として知られているが、真歴史では初めてパンツを手にした人物で、いわば「パンツ伝来」となっている。謁見した南蛮人（声 - 手塚ヒロミチ）のパンツに興味を示し、大金を出して購入しようとするが、アクダーマに横取りされ、代わりにトキオのパンツを借りて、フンドシ職人に「種子島」として複製させる。しかしトキオのオリジナルパンツがあきらめ切れず、部下を率いて強奪しようとする。
第12話
ジャンヌ☆ダルク
声 - 矢島晶子
「フランスを救った英雄」として知られているが、真歴史では少女漫画系の初代魔法少女だった。普段は愛想よくふるまうが、30分が限界で、素顔は気だるい感じの冴えない女性。年齢は38歳で、魔法少女であることや魔法が使える（という設定）というのもすべて、彼氏であるピエールによって考えられたものだった。怪力で携帯するステッキは相当重く、悪漢も真空回転ゴマで投げ飛ばす。魔法少女の語尾は「ジャン」。天使に会って自分の道を進むのを夢見ている。
ピエール
声 - 飛田展男
ジャンヌの彼氏。メルヘン&ファンタジー系が大好きで、ジャンヌを魔法少女に仕立て上げた張本人。気障にふるまうマイペースな性格で、ジャンヌの苦労はまったく気にしていない。素顔のジャンヌより自分の知っているジャンヌが好みである。
第13話
ルドルフ
声 - 武虎
真歴史ではアクダーマメカを倒すほどの力自慢で、トナカイの代わりにソリを引っ張る。しかし、無理がたたって病気になり（トキオに風邪をうつされたのも原因の一つ）、トキオたちに仕事を任せる。子供好きだが、笑顔を作ろうとすると緊張で表情が固くなって怖がられるため、子供たちの前に顔を出すことを否定して自らソリを引き、トナカイにサンタの役をやらせていたが、ビマージョの説得によって克服する。事件後はサンタクロースと共にアクダーマのいる第14倉庫課でクリスマスを祝い、帰る際に再びソリに乗るようになる。ベッドから落ちて気絶する場面で、鼻水でダイイングメッセージ（実際は自身の脂肪に関して）を書く。名前の由来は「赤鼻のトナカイ」のルドルフから。
サンタクロース
声 - 麦穂あんな
ルドルフのペットのトナカイ。ルドルフの代わりにソリに乗って、子供たちにプレゼントを配っていた。実は高所恐怖症で、メカブトンに搭乗する際は震えてトキオに泣きつく。事件後は再び自分でソリを引くようになる。
第14話
ハンゾー
声 - 石田彰
教科書の歴史では「服部半蔵正成（はっとり はんぞう まさなり）」という忍者だが、真歴史ではハンドパワーならぬハンゾパワーを使うイリュージョニスト「Mr.ハンゾー」だった。アクダーマによってハンゾパワーの正体を見破られ、客からの面目を失い辞めようとするが、山中の城を消すマジックに成功したことで再起を志す。騒動後は、マジシャン56代目Mr.ハンゾーが登場する。
コタロー、ガバ丸、あずき
声 - 続木友子、藤原夏海、木村珠莉
半蔵に憧れて弟子入りした、子供忍者3人組。年長で前向きな少年がコタロー、太めの少年がガバ丸、女の子があずき。スキャン銃によってメカにされるが、戦闘後はもとに戻る。
第15話
ピタゴラス
声 - チョー
教科書の歴史では「ピタゴラスの定理」を発見した数学者として知られているが、真歴史では「ピタゴラスの定食」という定食屋の店主だった。からくり好きであり、客を楽しませるためにさまざまなからくりを製作していた。真歴史でも数学の心得があり、スパルタ教師に出題されたすべての問題をからくりを用いて解答する。からくり作動時に使用されるBGMは、『ピタゴラスイッチ』のピタゴラ装置のコーナーで使われたBGMと同じものである。
ミロン
声 - 小柳良寛
ピタゴラスの弟子の一人。「クロトンのミロン」で知られるレスリング選手でもある。彼以外にも「ピタゴラスからくり教団」と呼ばれる大勢の弟子がおり、ツブヤッキーとスズッキーも潜入の際は弟子に成りすます。
スパルタ教師
声 - 麦穂あんな
ビマージョが連れてきたスパルタ家庭教師。当初はビマージョにしたがいピタゴラスを厳しく指導するが、彼の製作したからくりに見とれて寝返る。
第16話
ガリレオ・ガリレイ
声 - 森久保祥太郎
教科書の歴史では天文学者だが、真歴史ではラッパーでフリーター。かつてチーム・ケプラーのリーダーだったが、チームメイトのシンプリチオに暴力を振るったことで追放され、ピサの斜塔を傾けるアルバイトをしている。トキオたちを巻き込んでチーム・ガリレオガリレイを結成、ライバルチーム・アリストテレスにフリースタイル口げんかの勝負を挑む。ガールフレンドのマリナを大切に思っており、彼女の悪口を言う者は誰であろうと許さない。シンプリチオに暴力を振るったのも、彼がマリナをけなしたのが理由だった。教科書の歴史では「それでも地球は回っている」の名言を残したが、真歴史では事件後にアルバイト先の主任から給料を上げられたことで、「それでも時給は上がっている」と発言する。
シンプリチオ
声 - 宮下栄治
ラップチーム・アリストテレスのメンバーで、ガリレオのライバル。自身に暴力を振るったガリレオを追放し、リーダーの座を奪った。マリナを人質に取ってガリレオたちを苦戦させるも、激昂したマリナに敗北。事件後に和解する。
ウルバヌス
ガリレオのメンバーで、シンプリチオの部下の一人。ガリレオがシンプリチオに暴力を振るった理由を暴露し、シンプリチオから裏切り者あつかいされる。
マリナ
声 - 山本希望
ガリレオのアルバイト仲間でガールフレンド。チーム・アリストテレスに捕らわれて人質となるが、卑怯な手段を使うシンプリチオに激昂して叩きのめす。事件後はガリレオとの仲が進展する。
主任
声 - 佐々健太
ピサの斜塔の主任。ラップ対決では司会を務める。薄給でガリレオを雇っているが、騒動後は給料を少しを上げる。
第17話
三蔵法師
声 - 三ツ矢雄二
教科書の歴史では天竺を目指して、ありがたいお経を持ち帰ったとされているが、真歴史では「天竺無限大舞台（てんじくむげんだいホール）」を目指す、芸人プロデューサーだった。大舞台のことしか考えておらず、担当する芸人に無理難題を押し付けて厳しく指導し、見込みのない者は解雇する。一度解雇した悟空達の後釜として言い包める形でアクダーマを雇うが、最終的にはバレてしまい、アクダーマによって捕えられた。メカ戦の最中に孫悟空に救出された事で、今までの行いを反省し悟空達の解雇を帳消した。相手の心を読む能力を持つ。金遣いが荒く、すぐに楽な金儲けに走る癖があり、猪八戒から500円を借金していた。
孫悟空、沙悟浄、猪八戒
声 - 阪口大助、手塚ヒロミチ、佐々健太
教科書の歴史における三蔵と共に天竺を目指した旅のお供で、真歴史では見習い芸人。三蔵に見限られて一度解雇された際、沙悟浄と猪八戒は三蔵を恨んでいたが、孫悟空だけは三蔵に助けてもらった恩義を忘れてはおらず、メカ戦の最中に孫悟空がアクダーマに捕らわれた三蔵を助けたことにより、事件後に解雇は取り下げられる。
第18話
ナスカ
声 - 保志総一朗
真歴史にてナスカの地上絵を描いたとされる謎の青年。挨拶がやや軽い。かつて一緒に居た宇宙人と共に絵を描くのが夢だったが、その宇宙人が宇宙に帰ってしまったため、宇宙人に見せるために地上絵を描くようになった。ツブヤッキーが地上に書いた絵を気に入り、メカに乗り込んでまで弟子入りを志願するが、これが偶然にもアクダーマが真歴史発掘に協力するきっかけになる。
宇宙人
かつてナスカと一緒に居た相棒。ナスカとともに絵を描く夢を叶えられず、宇宙に帰還する。ナスカの話を聞いたアクダーマは天に昇っていったという言葉を死んだと勘違いしていた。
第19話
紫式部
教科書の歴史では平安時代の作家で源氏物語の作者とされているが真歴史では人物ではなく、トリカブトの君（声 - M・A・O）、紫芋の君（声 - 八百屋杏）、紫陽花の君（声 - 石上静香）、木通の君（声 - 矢作紗友里）、巨峰の君（声 - 渡辺明乃）の五人が作った部活である。
藤原道長
声 - 島﨑信長
手鞠部のキャプテン。
第20話
新選組
もともと農民であった近藤勇（声 - 千葉進歩）、土方歳三（声 - 竹内良太）、沖田総司（声 - 柿原徹也）らが結成した組織。教科書の歴史では京の街を守る警察組織でありながら、容赦のない取締から人々に恐れられていたことで知られていたが、真歴史では顔を隠すほどの人見知りな性格で、町娘たちからはアイドルのようなあつかいを受けていた。腰に差しているのは刀ではなく、それぞれの好物である。近藤は史実と同様に口内に握り拳が入る。
松平容保
声 - 小野坂昌也
新選組の上司で「町の人と触れ合いながら守る、イケメン集団じゃダメ」だという執念をもつ会津藩主。新選組結成1周年を機にアクダーマと結託するかたちで新選組を人気アイドルに仕立てようとするが、結局は近藤が解散を宣言したために失敗に終わる。
第21話
マリー・アントワネット
声 - 能登麻美子
ファッションセンター「ファッションセンターゔぇるさいゆ」のオーナー。ギャル口調で話す。最後は「ドレスがないならTシャツを着ればいい」という名言を残す。
マリア・テレジア
声 - 桃井はるこ
アントワネットの母親。
第22話
ジューブリック
声 - 樫井笙人
アメリカ月面着陸のヤラセ映画を撮っているSF映画監督。「リアルに」が口癖。
ニクソン
声 - 松本保典
大統領。関西弁口調で大言壮語癖がある。ジューブリックたちとアクダーマにかなりの無茶ぶりをさせる。
アームストロング
声 - 矢部雅史
宇宙飛行士役の役者。本物の宇宙飛行士は第9話でトキオたちが起こした騒動のせいで全員逃げ出していた。アクダーマによって誘拐されたため、トキオは代わりに人間大砲に挑戦する羽目になる。
ラムズフェルド
声 - 坂東尚樹
大統領補佐官。
ケネディ
声 - 杉崎亮
アポロ計画を打ち立てた大統領。
第23話
フローレンス・ナイチンゲール
声 - 三石琴乃
教科書の歴史では敵味方関係なく看病をした白衣の天使とされているが、真歴史では生まれつき鼻が高く高飛車な性格で、白衣の天狗だった。彼女の回では、彼女が生まれてから亡くなるまでの人生をタイムボカンしながら追いかけていくことになる。
ナイチンゲールの両親
声 - 佐々健太、槇原千夏

第24話
レオナルド・ダ・ヴィンチ
声 - 飯塚昭三、上田燿司、佐々健太
教科書の歴史では絵画や航空工学、建築学や土木工学など多彩な才能を持った人物とされているが、真歴史では実は24人組でレオナルド24を名乗っていた。それぞれが最後の晩餐担当、名言担当、モナリザ担当と専門分野を担っている。アクダーマとの戦闘でトキオたちのタイムボカンに巻き込まれ、24世紀の時空管理局でひと騒動を起こした挙句、トキオたちに新しいメカの設計図 を考案して渡してくれた。その後は一人がヒストリーパラダイス社に残り、アクダーマ達に最後の晩餐を描いた。

『逆襲の三悪人』
第1話
エジソン
声 - 沢木郁也
アメリカ出身の有名な発明家。白熱電球のフィラメントに適した素材を探すという条件付きで、自身が所持するダイナモンドの譲渡をアクダーマに提示する。ほかにも、自身の理解者である母（声 - 八百屋杏）への思いや、「1パーセントのひらめきと99パーセントの努力」という名言についての真実などが語られる。
20話でも再登場、電話機を発明し特許を取得しようとしたものの書類に不備が発覚した為に先にベルに登録され、同じように出遅れたグレイとともに嘆く。
第2話
ベーブ・ルース
声 - 石原凡、浅河志磨（少年時代）
1920年代のアメリカメジャーリーグで活躍した名選手で、「野球の神様」と呼ばれるアメリカの国民的英雄。投手と打者のどちらに専念しようか悩んでいたところにアクダーマやJKKと出会い、悩みを解決してくれたほうへのダイナモンドの譲渡を約束する。メカ同士の野球対決でJKKが勝利したのを見て、自分に野球を教えてくれた恩師マシアス（声 - 上田燿司）の言葉を思い出し、打者に専念することを決意する。
第3話
坂本龍馬
声 - 小野大輔
幕末の風雲児。日本で初めて行ったとされる新婚旅行で塩浸温泉に訪れた際にアクダーマやJKKと出会う。片付けは苦手でおりょうの尻に敷かれ気味。
おりょう
声 - 坂井恭子
龍馬の妻。
小西紗代
声 - 宮川美保
神戸の開運収納師で整理アドバイザーとして活躍している実在の人物。ツブヤッキーの片付けに対抗するべくトキオとカレンが未来から連れてくる。
第4話
コナン・ドイル
声 - 牛山茂
『シャーロック・ホームズシリーズ』の著者で有名なイギリスの推理小説家。ダイナモンドの譲渡と引き換えに、トリックのネタ作りをアクダーマやJKKに要請する。劇中では心霊マニアであることや、さまざまなスポーツで肉体を鍛え上げていたこと、本来望んでいた歴史小説を書くためにホームズを死なせてシリーズを一度終わらせた真実が明かされる。
金持ちの男
声 - 佐々健太

第5話
夏目漱石
声 - 金尾哲夫
明治の文豪で、トキオ達やアクダーマが訪れた時は学校教師を兼業で行っていた。『吾輩は猫である』の猫のモデルとなった飼い猫は肉球や爪までが真っ黒だった珍しい黒猫だったことや、執筆活動に行き詰まった時は原稿用紙に抜き取った鼻毛を並べたりしていた。
業務用アイスクリーム製造機を購入するほどの甘党で、トキオ達とアクダーマに対しスイーツ勝負をさせ、漱石を満足させた方にダイナモンドを渡すと約束する。
第6話
アンデルセン
声 - 青山穣
人魚姫などの童話を描いたことで有名な童話作家で、自分が産み出した人魚姫に恋をし、自身が人魚姫になりきってコスプレをしていた。
自分が所有しているダイナモンドは本物の人魚姫にしか渡さない!と言い張るため、カレンとビマージョはフィリピンやカナダに実在しているという人魚の養成学校で実際に行われている講習を受け、どちらが人魚姫にふさわしいかで勝負する事に。
漁師
声 - 佐々健太、菅原慎介
カレンとビマージョの対決の最終試験、人魚のヒレを付けたまま離れ小島まで遠泳対決をしていた時にイギリスの領海まで入り込んでしまったため、『領海内で捕獲した人魚の所有権はイギリスに帰する』という実在の法律を盾に2人を捕まえようとする漁師の一団。
第7話
徳川家康
声 - 塩屋浩三
将軍でありながら、貯金をかなり節約しており、無駄遣いは嫌い。また健康にも気を付けており、酒を飲んでいる。第18話にも登場したが、外見などは変更されており、遠目での登場だった。
徳川秀忠
声 - ホリ
家康の息子の一人で、家康の次に将軍になる予定。早く将軍になろうと、父の引退を願っている。
第8話
楊貴妃（楊玉環）
声 - 友永朱音
唐代の皇妃。中国四代美女のひとりに数えられた女性で国を傾けた傾国の美女とも呼ばれる。
複数いる后の1人でしかなかった為、楊一族の繁栄の為に美容に人一倍気を使うが温和な性格で、カレンと美容トークで盛り上がっていた。
皇妃の証である、ダイナモンドの飾りの付いた髪飾りを欲している。
玄宗
声 - 町田政則
中国唐代の第9代皇帝。即位時は名君だったものの楊貴妃に魅了されて以降政治を顧みなくなっていった。
玄宗は楊貴妃の為に巨大な温泉施設を建設したり、彼女のための白粉に日本円に換算して年間二十億もの金額を支出したり、楊貴妃の好物のライチを首都長安から約1600キロ離れた嶺南からわざわざ取り寄せたりしていた。それらの行為から不満を持った臣下から反乱を起こされ、楊貴妃共々長安から落ち延びた。
寿王
声 - 工藤雅久
玄宗の子の1人。楊玉環の夫だったが父の玄宗が彼女を見初めてしまう。
第9話
水戸黄門
声 - 西村知道
水戸藩の第2代藩主で、講談や映画、時代劇ドラマなどで親しまれている水戸黄門のモデルとなった人物だが、史実ではフィクションの水戸黄門のように全国を旅して悪者を懲らしめたわけではない。日本の歴史をまとめた大日本史の編纂を命じた。
食文化の研究についてまとめた書籍を発行するなど食事好きで、（日本人で初めて食べたという）ラーメンの魅力にとり憑かれ、トキオ達やアクダーマに対し「うまいラーメンを食べさせた側に印籠につけられているダイナモンドを渡す」と言う。
佐々介三郎
声 - 佐々健太
安積覚
声 - 杉崎亮
黄門の命で大日本史を編纂している家臣たちで、それぞれ助さんこと佐々木助三郎、格さんこと渥美格之進のモデルとなった。
水卜麻美
声 - 本人
（甘いものを除いて）食べることが大好きな日本テレビのアナウンサー。美味しいものを食べられる予感を感じタイムボカンしてきた。
飯田将太（クレジットでは飯田将太さん）
声 - 菅原慎介
ラーメン勝負でアクダーマ側が提供したツブヤッキー特製のお手軽創作ラーメンに対しJKKサイドが紹介した、神奈川に実在する人気ラーメン店、らぁ麺 飯田商店の店主。食べた一同を魅了する。
第10話
空海
声 - 鳥海浩輔
平安時代の僧侶で、漢字に詳しい。中国に留学した時に両手両足と口で一度に5本の筆をもって文章を書いたパフォーマンスをみせた。空海のダイナモンドをめぐって、アクダーマとトキオたちで漢字勝負を行うことになる。
皇帝
声 - 杉崎亮

第11話
ナポレオン
声 - 三上哲
フランスの軍人・皇帝。
有名な白馬に乗った肖像画とは違い、体格を盛ったりロバ（またはラバ）を好んで乗馬する、無類の風呂好きで2時間も長時間入浴し、風呂の中で食事したり読書したりしていた事が語られる。
有名な『彼は睡眠時間を3時間しか取らなかった』という話とは違い実際は二度寝したり7時間休息を摂っていた程の睡眠好きであり、自分に安眠を与えてくれる者に帽子にくくりつけられたダイナモンドを与えるという条件で、トキオ達とアクダーマに快眠グッズのプレゼン勝負をさせる。
第13話
葛飾北斎
声 - 糸博
富嶽三十六景を描いたことで有名な浮世絵師。掃除が苦手で、そのたびに93回も引っ越したという。
与八
声 - 佐々健太

第14話
平賀源内
声 - 二又一成
日本のダ・ビンチとも呼ばれた発明家。浄瑠璃作家や画家、陶芸家、鉱山技師や薬学者など様々な肩書を持っていたことや、有名なエレキテルが実は源内自身の発明ではなかったことなどが語られる。彼が土用の丑の日にウナギを食べるというキャッチコピーを作り出したことから、アクダーマとトキオたちでウナギのかば焼き勝負を行うことになる。
鰻屋
声 - 野中秀哲

第15話
菅原道真
声 - 樫井笙人
平安時代の貴族・官僚・漢詩人で、死後学問の神様として奉られた人物。
幼少期から学問に優れ、朝廷では右大臣の地位にまで登りつめ、命を狙って襲いかかった刺客（声-佐々健太）を返り討ちにするなど文武両道だった。女性達にモテまくったせいかややお調子者の言動が多い。
トキオ達とアクダーマは道真の愛剣に付けられたダイナモンドを入手するため、彼にちなんだクイズ勝負をすることになる。
第16話
ベートーヴェン
声 - 檜山修之
「エリーゼのために」「第九交響曲」などを作った作曲家。コーヒーを淹れる時は豆60粒と決めている。
第17話
西郷隆盛
声 - 石井康嗣
維新の三傑の1人。明治になり政府に参画してから事務処理が増えてしまい、肥満体になってしまった。痩せるための散歩のお供に犬を飼うことを決めたため、アクダーマとトキオたちで犬勝負を行うことになる。
西郷糸子
声 - 松久保いほ

ホフマン
声 - 上田燿司

ツン
声 - 麦穂あんな

第18話
春日局
声 - 折笠富美子

徳川家光
声 - 菅原慎介

竹千代
声 - 楠木ともり

お安
声 - 早水リサ

稲葉正成
声 - 佐々健太

お江与の方
声 - 矢作紗友里

稲葉正次
声 - 愛美

稲葉正勝
声 - 赤尾ひかる

第19話
イモトアヤコ
声 - 本人
珍獣ハンター。終盤にてイッテQの番宣をしつつアクダーマと共にオヤダーマのおしおきを受けることになる。
第20話
グラハム・ベル
声 - 島田敏
世界初の電話の開発に成功した発明家。
家族に聴覚障碍の人物がいたため、ヘレン・ケラー（声-吉田麻実）とサリバン先生を引き合わせる等ろうあ者への教育に熱心で、それがきっかけで電話を発明した。
子供達の為に電話悩み相談室を開きたいと考えており、自身が所有するダイナモンドを譲渡する条件としてトキオ達とアクダーマに番組視聴者からの質問への回答勝負をさせる。
ワトソン
声 - 佐々健太
ベルの助手。電話機開発中のベルが薬品を服にこぼしてしまい助けを求めた彼の「大変だ、ワトソン君！ちょっと来てくれ!」が世界初の電話の通信として有名になった。
イライシャ・グレイ
声 - 上田燿司
ベルと同じように電話機の開発を行っていた発明家。電話機の特許を申請したものの2時間遅かった為ベルに特許を取得されてしまい、同じように特許取得に失敗したエジソンとともに嘆く。
第21話
松尾芭蕉、河合曾良
声 - 岩崎ひろし、佐々健太
紀行、おくのほそ道で有名な俳人と弟子で五・七・五で会話している。二人は忍者だったのでは？という一部の学説があるためか、一瞬で姿をくらましてしまう。
芭蕉の杖にくくりつけられたダイナモンドを入手するため、トキオ達とアクダーマ達が俳句で勝負する事になる。
第22話
アレン・ウェスト
声 - 祐仙勇

フランク・モリス
声 - 武内駿輔

ジョン・エングリン
声 - 阿座上洋平

クラレンス・エングリン
声 - 赤羽根健治
アルカトラズ刑務所に置いてあるダイナモンドの回収に失敗し捕まったトキオ達とアクダーマ達に脱獄計画を持ちかけた実在の囚人たち。ある奇想天外な作戦を伝授する。
いじわる看守
声 - 佐々健太
アルカトラズ刑務所の看守。実際に行われたという様々な作戦を用いて囚人の脱走への意欲を折ろうとする。
第23話
源義経（牛若丸）
声 - 小林大紀
平安時代末期の武将。牛若丸を名乗っていた少年時代、京の都で暴れていた弁慶を鞍馬山に住む天狗から習ったという剣技で降参させ、政敵平家を倒すためにスカウトした。再会した兄の頼朝とともに源氏の武将として源平合戦に参加し、平家を滅ぼした。
平家滅亡後、お互い京都と鎌倉に別れて暮らし、自分の生まれ育った土地を離れようとはせず関係がギクシャクし始めたため、アクダーマが2人の関係をとりなそうとしていたがなかなか修復できず悩む義経のため、トキオ達とビマージョらがダイナモンドを賭けてお悩み相談勝負をすることになる。
トキオ達のアドバイスもむなしく兄弟は和解できず義経は頼朝に追われ、衣川館（衣川の戦い）で弁慶共々死亡したかに思われたが二人とも生き延び、いかだに乗り海の向こうに去っていった。
源頼朝
声 - 田中秀幸
鎌倉幕府を開いた征夷大将軍で義経の兄。兄弟の力を合わせ平家を滅ぼした。
平家滅亡後、別々に暮らすことになり、寂しがっている義経から京都に来てほしいとアクダーマを介し連絡を受けたものの、住み慣れているうえ立場上鎌倉を離れることができず、兄弟の関係に溝ができ始める。
武蔵坊弁慶
声 - 武虎
京の都で武芸者に戦いを挑み、負けた者から得物を奪っていたが、牛若丸に破れて以降彼の忠臣となった僧兵。
（諸説あるが）どら焼きを最初に作ったのは弁慶という説があるため、平家を下した義経とアクダーマにどら焼きをふるまう。
第24話
聖徳太子
声 - 神谷明
飛鳥時代の政治家で、幼少期から才人として有名だった人物。冠位十二階や十七条憲法を制定し、遣隋使の制度をスタートさせる等の業績を残した。「∼でしょう」と語尾につける。
彼が持っているダイナモンド付笏をトキオらやアクダーマに欲しがられたため、登場人物を格付けするショー『ボ冠位十二階』を行い、1位の人物に笏を渡す。
予言者としても有名だったようで、ボ冠位十二階の結果を知った登場人物がどんな反応を示すのかなどを予知していた。

## 登場メカ

### JKKのメカ（ボカンメカ）
ボカンキー / ボカンブレス
声 - 愛河里花子
ボカンメカを起動させるキーとブレス。ピコボーが収納している各ボカンキーを左腕のボカンブレスにセットすることで起動する。トキオ用は青いブレス、カレン用はピンクのブレス。メカ発進時の掛け声は「エンジンブルブル、フルフル回転ーっ！」。ダイヤルを切り替えることで、メカが変形・合体する際の起動スイッチとなる。 第2期ではこれらのアイテムに代わり、O-3に内蔵しているボタンがメカの起動時に用いられるようになった。
ボカンバイザー
声 - 愛河里花子
トキオとカレンが着用しているヘッドフォン状の装備。真歴史の探知・達成判定を行う装置で、バイザーを下ろすことで眼前の対象に関する真歴史の詳細情報を表示する。ミッションが達成されると「真歴史達成」のメッセージを送る。

#### タイムボカンユニット
トキオたちが移動や戦闘時に搭乗するメインメカ。第1作のメカにはない特徴として、昆虫型の「ビークルモード」から人型の「ロボモード」への変形機構を備え、さらにボカンユニット同士や後述の「スーパードッキングメカ」と合体（「コスプレドッキング」または「スーパードッキング」）することで、さまざまな能力が発動可能となる。第2期最終話ではボカンユニット4体による合体攻撃を放った。
ボカン01 メカブトン
声 - 上田燿司
カブトムシ型のボカンユニット1号機。カラーリングは青。歩脚を用いた陸上移動や、背部の前翅を開いての飛行が可能。飛行時は前後の脚が直結して左右のメインロケットに変形、オーラ状の後翅が伸びる。搭乗者をあらゆる危険から守るために、さまざまな機能が搭載されている。本物のカブトムシ同様、樹液が好物である。ロボモードでは操作レバーが多くなるため、複数人で操縦する必要がある。頭部マスクの下には口が隠されており、マスクを開くことで飲食物を摂取することも可能。第10話で大破するが、第12話で復帰した。第19話のメカ戦では全身がピンクの「桃色式メカブトン」として登場。限定必殺技は「桃色ぴーちぴちビーム」。第9話でガガーリンを追って宇宙に行った際、アメリカに衛星写真を撮られたことが原因でジューブリックやニクソンからは「宇宙昆虫」と呼ばれ、宇宙飛行士たちは逃走した。
第1作との相違点
- 第1作では下部に四輪のタイヤを備えているが、本作品では6本の脚による歩行により本物のカブトムシに近い機構となっている。
- 小型メカ（第1作のテントウキとヤゴマリン）を搭載していない。
- 第1作ではいきなり搭乗した場面から出動するが、本作品では新たに搭乗シークエンスが追加された。
- 第1作ではコックピットの両脇に搭乗ハッチはあったが、本作品では天井に変更。また、コックピットの構造が全く異なる。
- 第1作では出動する時は単に「しゅっぱーつ!!」と叫んでレバーを作動するのみだが、本作品では一定のポーズに「ターイム、ボカーン!!」の叫びと共に出動する。

ボカン02 クワガッタン
声 - 櫻井孝宏
クワガタムシ型のボカンユニット2号機。カラーリングは赤。カレンからは「メカブトンを超える凄いメカ」と評される。六脚の爪からタイヤを出すことで高速移動が可能。頭部の角は強力なハサミで、相手を掴み高速回転させることも可能。第10話で初登場するが、この時点では未調整のため、出佐内によって出動を阻止されそうになった。メカブトンが修理入りとなった第11話以降から本格的に出動した。必殺技は、飛行しながら刃の付いた上半身を高速回転させて敵を切り裂く「大回転斬り」。決め台詞は「クワにかけて成敗!」。
第1作との相違点
- 第1作では3号機の設定だったが、本作品では本来の2号機であるドタバッタンは未登場のため、こちらが2号機ということになっている。
- 小型メカ（第1作のビーチクリンとダンゴロリン）を搭載していない。
- 第1作では羽根がローター状に変形してホバリング飛行を行うが、本作品ではメカブトン同様の飛行システムになっている。
- 第1作では脚は4本であるのに対し、本作品では6本となっている。また、第1作では脚の先端にタイヤが露出しているが、本作品ではこの部分に爪が装備されており、切替式になっている。

ボカン03 ゴーカブトン
声 - 小市眞琴
第2期から登場するアトラスオオカブトがモチーフのボカンユニット3号機。カラーリングは白とオレンジのアクセントカラー。名前の由来は「豪華な兜」から。通称「三本ヅノ」。初登場の第1話からすでに配備されており、第3話で初出動。基本設計や形状はメカブトンを踏襲しているが、機体色が白とオレンジのアクセントカラーになっている。必殺技は回転しながら突っ込む「トライスラハリケーン」で、O-3の脇のボタンを押すことでロボ第1形態「マイティモード」に変形する。武器は釣り具。必殺技は「トリプルホーンアッパー」「トライスラハリケーン」。
更にO-3が起動体制を取り露出した背骨のボタンを押すことでフレイムエナジーが全開になりロボ第2形態「フレイムモード」に変形する。必殺技は「メラメラホーン」「ボカンフレア」。決め台詞は「熱すぎちゃって困ったかい」。
またO-3のパンツのボタンを押すことでアクアエナジーが満タンになり水中形態であるロボ第3形態「アクアモード」に変形する。登場決め台詞は「水も滴るいい男」。高速回転することで渦潮を起こす。必殺技は「ゴカンスプラッシュ」。決め台詞は「全ての罪は水に流そう」。
ボカン24 ドタバッタン
声 - 岩崎征実
バッタ型のボカンユニット24号機。カラーリングは黄緑。初登場の第2期第17話ではお助けメカであったが、第20話より本格的に出動した。元々は第1期最終話でダ・ヴィンチ達が残した設計図を基に建造されたメカ。搭乗しロボモードにも変形する。出佐内が1年もかけて完成させた。急な出動を出佐内は拒否しようとしたが、出来内と隊員に止められた。必殺技は岩を投げる「ドタバタスーパーボウリング」、チューイングガムを噛んで膨らませたボールを蹴る「ドタバタスーパーバブル」。決め台詞は「ドタバタビクトリー！」。バイク形態に変形しメカブトンを搭乗させ体当たり攻撃も可能。
第1作との相違点
- 第1作では2号機の設定だったが、本作品では本来の3号機であるクワガッタンが先に登場したため、こちらは24号機ということになっている。
- 小型メカ（第1作のシャクトリンとヘリボタル）を搭載していない。
- 第1作ではショウリョウバッタをモチーフとした外見だったのに対し、本作品ではトノサマバッタをモチーフとした外見をしている。

#### スーパードッキングメカ
ルーレットによってピコボーのタックルBOXからランダムで発進するサポートメカ。トキオたちと同様に「タイーム、ボカーン!」の掛け声とともに出動する。基本的に1話につき1台の出動だが、第13話では司令官の出血大サービスにより、この回で初登場となるホタルジャイロ を含む、これまでに登場したすべてのスーパードッキングメカが出動し、プレゼント配達を手伝った。第24話ではそれまで未登場のメカも含めた24機がダ・ヴィンチ達によって出動させられるが、残りのメカの特徴や能力などは明かされないままに終わった。第1期ではアクダーマメカと戦闘後にメカブトンやクワガッタンとドッキングするが、第2期では戦闘せずそのままドッキングすることが多く、ダンゴロンとモンシロンはドッキングしなかった。第2期初出のメカは、生物名の最後に「ン」を付けただけの単純なものとなっている（第1期由来のテントウキは除く）。
ボカン04 カットンボ
声 - 櫻井孝宏
第2・5・15話、第2期第2話に登場。ヤゴマリンがモチーフのトンボ型ドッキングメカ。カラーリングは藍色。第15話ではピコボーから羽の生えたゲジゲジと呼ばれる。武器は切りつけ攻撃「カットビカット」、相手の目を回す光線「カットピカット」、尻尾からボール型爆弾を投下する「カットビ産卵」。
ボカン05 ハチブルーン
声 - 岩崎征実
第3話に登場。ローターで飛ぶハチ型ドッキングメカ。カラーリングは黄色。ビーチクリンのリメイク版。武器は尾の「ハチニードル」で攻撃する。
ボカン06 カマキリッパー
声 - 上田燿司
第7・18話、第2期第7話に登場。カマキリ型ドッキングメカ。カラーリングは緑。両腕の鎌が武器（カマキリープ）。
ボカン07 セミトブン
声 - 岩崎征実
第9話、第2期第14話に登場。セミ型ドッキングメカ。カラーリングは黄緑。武器は尾のスピーカーから耳障りな騒音を発する「セミホーン」で、宇宙空間でも使用できる。
ボカン08 モスキートン
声 - 岩崎征実
第2期第9話に登場。蚊型ドッキングメカ。カラーリングは群青色。頭部の注射器型口吻から相手の液体を吸い取ることができる。その気弱そうな見た目から、ビマージョから頼りないといわれた。
ボカン09 ホタルジャイロ
声 - 上田燿司
第13・20話、第2期第1話に登場。ダクテッドファンで飛ぶホタル型ドッキングメカ。カラーリングは黒。ヘリボタルのリメイク版。武器は「ホタルフラッシュ」（作中未使用）。
ボカン10 カナブーン
声 - 櫻井孝宏
第2期第23話に登場。カナブン型ドッキングメカ。武器は口から吐く液体で目つぶしする「カナブンスプラッシュ」。
ボカン11 アメンボート
声 - 櫻井孝宏
第2期第22話に登場。アメンボ型ドッキングメカ。水上での行動が得意。
ボカン12 スズムピーカー
声 - 上田燿司
第4・21話に登場。スズムシ型ドッキングメカ。カラーリングは赤・黄色のツートンカラー。武器はメカを動作不能にさせる音波「スズムウェーブ」。スピーカーを使って「説得」もする。
ボカン13 アリボマー
声 - 岩崎征実
第6話、第2期第5話に登場。アリ型ドッキングメカ。カラーリングは紺色。武器は尻から放つ粘液「アントンボマー」。
ボカン14 ヤドカリン
声 - 櫻井孝宏
第2期第21話に登場。ヤドカリ型ドッキングメカ。ボカンメカの中で唯一虫がモチーフではない。必殺技は貝殻によるドリル攻撃。
ボカン15 モンシロン
声 - 上田燿司
第2期第16話に登場。モンシロチョウ型ドッキングメカ。カラーリングは水色。武器は分身しているかのような幻覚を見せる「ミンミン催眠攻撃」と回復させる鱗粉をばら撒く「ヒーリング鱗粉攻撃」。
ボカン16 クモモーター
声 - 上田燿司
第1・19話に登場。クモ型ドッキングメカ。カラーリングは紫。様々な色に変身する。武器はお尻から出す「クモスプラッシュ」。第19話では特別版「桃色式クモモーター」として登場。武器は「桃色クモスプラッシュ」。
ボカン17 サソモビル
声 - 櫻井孝宏
第8・23話に登場。サソリ型ドッキングメカ。カラーリングは青紫。武器は尾の先から無数に射出する針状の「サソスピア」、もしくは腕のハサミによる裁断も「サソスピア」と呼ぶ。
ボカン18 オケドリラー
声 - 岩崎征実
第14・22話に登場。オケラ型ドッキングメカ。カラーリングは茶色。武器は両前脚の「オッケードリル」、地中から相手の股間にドリルを当てる「オケカンチョー」。
ボカン19 カタツムリン
声 - 岩崎征実
第2期第15話に登場。カタツムリ型ドッキングメカ。カラーリングはクリーム色。必殺技は口から電撃を出して突進する「高速スーパーマッハアタック」だが、カタツムリなので遅くビマージョから「早いか遅いかはっきりしなさい!」と突っ込まれた。
ボカン20 カミキリン
声 - 櫻井孝宏
第2期第18話に登場。カミキリムシ型ドッキングメカ。カミキリムシなので、噛み切る攻撃が得意。
ボカン21 ダンゴロン
声 - 櫻井孝宏
第2期第8話に登場。ダンゴムシ型ドッキングメカ。カラーリングは水色・緑のツートンカラー。ダンゴロリンのリメイク版。体を丸めてからの回転による体当たり攻撃「ローラーダンゴ」で援護した。
ボカン22 イモムシータンク
声 - 岩崎征実
第16話、第2期第19話に登場。に登場。シャクトリンがモチーフのイモムシ型ドッキングメカ。カラーリングは薄紫。武器は3つの砲塔から粘着糸を放つ「イモムーキャノン」。第2期第19話では出て来て早々にイモトメカに食われそうになったため、ドッキングすらできなかった。
ボカン23 テントウキ
声 - 上田燿司
第2期第11話に登場。テントウムシ型ドッキングメカ。他のサポートメカと異なり、コクピットがある搭乗型。武器は「ツルツルオイル」と回転して相手を斬り裂く攻撃。
第1作との相違点
- 第1作ではメカブトンに搭載されている小型メカだったが、本作品では独立したメカとして扱われている。

#### コスプレドッキング
野球王（やきゅうおう）
メカブトンロボモードとカットンボがコスプレ合体をした、バットとグローブを持つ野球選手型の強化形態。バットで操縦し、バットでボールを打って攻撃する。決め台詞は「つまらぬ物を打ってしまった」。
第2期第2話ではクワガッタンロボモードとコスプレ合体。決め台詞は「明日もホームランだ」。
海賊王（かいぞくおう）
メカブトンロボモードとハチブルーンがコスプレ合体をした、サーベルとフック腕を持つ海賊船長型の強化形態。武器は左腕から繰り出す鎖状の「パイレーツフック」。
主婦王（しゅふおう）
メカブトンロボモードとスズムピーカーがコスプレ合体をした、エプロンをつけた主婦型の強化形態。右手に持つハンドクリーナー型の武器からは炎を放射する。主婦らしくメカだろうと料理の具材にする。
第21話ではフリフリのスカートで登場。子供メカからはいい年して恥ずかしいといわれた。必殺技はハンドクリーナーで斬る奥義「賽の目切り」。
子供メカ
主婦王と共に現れる、ランドセルを背負った小学生男子タイプのメカ。胸の名札は「子供」。主婦王の料理したメカを食べつくす。
サラリーマン王
メカブトンロボモードとアリボマーがコスプレ合体 をした、眼鏡をかけノートパソコンを持ったサラリーマン型の強化形態。髪の毛はカツラでよく前にずり落ちる。オナラはかなり臭い。サラリーマンらしく最初に名刺交換をする。名刺の名前は「時空管理局 タイムボカン13課 サラリーマン王」。テロップでは企業戦士とも紹介されている。妻子持ちで、法律にも厳しい。必殺技はパソコンを使用した攻撃と、大量の名刺を手裏剣のよう投げる、または名刺を光らせ倒す「名刺フラッシュ」。前者はネットが繋がらない時代では使用できない。初登場時はビマージョの色気で戦闘を放棄するが、カレンから特別手当をあげるという発言を聞き復帰する。決め台詞は「本日の業務、終了しました。今後ともよろしくお願い致します」。
武者王（むしゃおう）
メカブトンロボモードとカマキリッパーがコスプレ合体をした、槍を持った武者型の強化形態。刀型の操縦桿で操縦し、敵メカを一刀両断する。武者であるがゆえに将軍には逆らえない。クワガッタンロボモードともコスプレ合体し、第18話では上半身を高速回転させて攻撃、第2期第7話では「歴史斬り」で一刀両断した。
雷王（かみなりおう）
メカブトンロボモードとセミトブンがコスプレ合体をした、雷神型の強化形態。落雷を受けることで活動に必要な電力を補充できる。胸から雷王印のエンブレムを浮かび上がらせ両手にもつ撥で打ち鳴らすことにより、雷状の槍「ビリビリショック」を形成して敵メカに投擲する。決め台詞は「おしおき、あっ終了」。
警察王（けいさつおう）
メカブトンロボモードとホタルジャイロがコスプレ合体をした、警察官型の強化形態。頭部がパトライトで、右手に拳銃、左手に手錠をもち、誘導棒で渋滞の解消（交通整理）ができる。敵に手錠をかけパトライトを頭にのせて投げ飛ばす攻撃を行う。
医者王（いしゃおう）
メカブトンロボモードとモスキートンが新型コスプレ合体をした、ドクター型の強化形態。右腕に巨大な注射器を装備。注射針先端は脆いが、背中から出てくる数々のオペ用器具は相手を簡単に小間切りにしてしまう。
長靴王（ながぐつおう）
クワガッタンロボモードとテントウキが合体した、テントウキが大きな長靴となり両足で履いた形態。テントウキ側で操縦する。必殺技は「ボカンかかと落とし」「ボカン踏み付け」。
脱獄王（だつごくおう）
メカブトンロボモードとアメンボートが合体した、囚人型の強化形態。無実の罪で捕まったという設定で、「俺は無実だ～!!」と泣き叫ぶ。痛みに耐えながら、全身の関節を外すことで檻から出ることができる。必殺技は両腕の手錠を投げ飛ばす「ブレイクシュート」。

#### スーパードッキング
ボカンパンチ
メカブトンとクモモーターがスーパードッキングしたロケットパンチ型形態。必殺技は「ボカンパンチ」。第19話では超限定合体「桃色式ボカンパンチ」として登場。決め台詞は「今日の気分はグーググー、ボカンパンチ」。
ボカンマンモス
メカブトンとサソモビルがスーパードッキングしたマンモス型形態。長い鼻で古代パワーを発揮する。決め台詞は「マンモスうれピー」。
ボカンドラゴン
第12話で復帰したメカブトンが、クワガッタンと「ボカンドッキング」の手順を経てスーパードッキング したドラゴン型巨大ボカンメカ。必殺技は口からの火炎放射「ボカンファイヤー」「ボカンファイヤートルネード」。第2期第10話と最終話ではライドモードに変化し、ゴーカブトンマイティモードと合体した。
ボカンドリル
クワガッタン とオケドリラーがスーパードッキングしたドリルタンク型形態。前期オープニングにも登場した。ドリル土遁の術で地中を掘り進み、必殺技はドリルで相手を突き刺す「ドリルアタック」。決め台詞は「お疲れさまでした」。
ボカンレーサー
メカブトンとイモムシータンクがスーパードッキングした6輪F1カー形態。
ボカンハンマー
カタツムリンが殻に体を引っ込めてヨーヨー型にスーパートランスフォームした形態。ヨーヨーのように相手にぶつける他、ハンマー投げのように投げつけて、ジェット噴射で体当たり攻撃する。
ボカンギター
カミキリンがスーパードッキングでギブソン・フライングV風のエレキギター型に変形した形態。コクピット操縦桿もエレキギターを使用する。メカブトンが自作曲を歌うことで相手を絆させ、エレキギターで殴る。
ボカンスピン
ヤドカリンが変形後、ゴーカブトンの右手に合体した形態。ドリルによるパンチで攻撃する。必殺技は「アクアスピンクラッシュ」（アクアモード時）。
ボカンクロスボウ
カナブーンが長弓型に変型しドタバッタンの左腕に合体した形態。光の矢を形成し放つ。

#### 24機合体
タイムボカンメカ24（全部入り）
第1期最終話に登場。ダ・ヴィンチ達が新機能を付け加えた24機のボカンメカが合体した、黄金の超巨大ロボ。必殺技は額から放つ破壊光線と「レオナルド・ダ・パンチ」。ダ・ヴィンチ達はメカ戦後に新たなメカとしてドタバッタンの設計図を残した。

#### 試作型ボカンメカ
全てアプリ版に登場。
トリケランサー
トリケラトプスの姿をしたキャタピラタイプの試作型ボカンメカ。自然が恋しくなり家出するが、トキオたちによって保護される。
プテライザー
プテラノドンの姿をした飛行タイプの試作型ボカンメカ。キザな性格。スピードとパワー重視。独自の美学追及のため旅に出る。
プレシーキャノン
首長竜の姿をした潜水タイプの試作型ボカンメカ。オネエな性格。高火力型。背中にサメちゃん大砲を装備。
ステゴソードラゴン
ステゴサウルスの姿をした長射程型の試作型ボカンメカ。
アルパカノート
アルパカの姿をした多脚タイプの試作型ボカンメカ。長距離&高HPのスピードタイプ。宇宙の真理を考えているなど言動がおかしい。
ウサギンジン
ウサギの姿をしたバランスタイプの試作型ボカンメカ。二脚歩行高性能バランスタイプ。ニンジン大好きでひょうきんものだがドジな所がある。

### アクダーマのメカ
ドクロクラフター
第1作のタイムガイコッツに似たバギー。普段は移動手段として使われているが、第1期ではスキャン銃でスキャンしたものと融合することで、第2期では事前に製作したアクダーマメカを召喚して合体することで、さまざまなメカに変化する。コックピット内には、タイムガイコッツと同様にビマージョ用の長ソファーが設置されている。なお、タイムガイコッツは二輪だが、こちらは四輪である。
アクダーマメカ
ドクロクラフターと融合して生み出される戦闘用メカ。JKK側のメカがほかのメカとドッキングしたり、援護メカが登場するとほぼ毎回敗北する。 
第1作との相違点
- 第1作のマージョ一味のメカは、（第2話の「メカ戦車」を除き）動物がモデルとなっているが、本作品ではものをスキャンして融合させるという設定上、タイムボカン先の時代にあった物や人物 がモデルとなる。第2期ではターゲットになった偉人やその回で話題に挙げられた事物や人物がモチーフになっている。
- 第1作ではメカ戦時、タイムガイコッツの頭部がコアとして起動しているが、本作品の場合第1期ではスキャン銃でドクロクラフターに直接スキャンする方法で変化させ、第2ではツブヤッキーがボタンで転送したメカとドクロクラフターを直接合体させてコックピット として使用する。
- 第1作のマージョ一味はアジトである「マージョ屋敷」でメカを製作し出撃するが、本作品では前述の形で現地でメカを用意する。また、第1作では自分たちのテーマ曲『それゆけガイコッツ』に合わせてメカの製作や操縦を行うが、本作品ではそのような場面はない。
- コックピットメカは、第1作が「ドクロファンファーレ」のみに対し、本作品では後述のとおり、複数のメカが登場する。
- 第1作に見られた「今週のハイライト」が存在しない。したがって第1作での「ハイライトをボカンメカに返されて爆破（まれに自爆）｣や、「女リーダーの八つ当たり逃れのための、止めボタン押し役決め」は一切ない（ただし、第15話では自爆ボタンが初登場している）。
- 第1作では爆発後にタイムガイコッツを含む「骨格」が残るが、本作品では残らない。ただし、第4話のティラノメカが主婦王に料理された際には骨が露出する。
- 第1作のタイムガイコッツは最終回で壊れるまでパーツが破損せずにそのまま退却していたが、本作品では帰還後、ドクロクラフターが破損している状態で戻ってくる。

スキャン銃
第1期に登場。スキャンした対象のデータをもとに、メカを作り出す装置。スキャンされた生物や物体には害はないが、アクダーマ以外の人間に使用した場合はその人間自体がメカに変化する。アクダーマの人間をスキャンした場合はドクロクラフターはメカに変化するものの、スキャンした人物がメカになることはない。
カンニングメガネ
第1期第5話と第14話に登場。トットリ・オア・シマーネ横断ウルトラクイズでツブヤッキーがこれで正解をカンニングして最終問題まで進むも、カニに鼻を挟まれたツブヤッキーが砂浜に落とした影響で故障し、間違った解答を行ったために優勝を逃した。第14話では、ビマージョが半蔵のハンゾパワーを見破るために使用した。

#### コックピットメカ
おだてブタ
声 - 愛河里花子 → 上田燿司
『ヤッターマン』以降のシリーズでおなじみのブタ型マスコットメカ。ツブヤッキーがビマージョにおだてられると出てくる。ヤシの木に登る点は共通しているが、過去のシリーズ作品とは異なり最初から木に登った状態で登場する。リメイク版『ヤッターマン』と同様に、台詞が変わったり、木に登らないで登場することもある（第3話ではスマートフォンにしがみつき、「ブタもおだてりゃポチッとナウ！」と言う）。第4話までは毎回登場するが、第7話以降は不定期の登場となる。
オロカブ
声 - 上田燿司
第2期第3話に登場。『ヤットデタマン』以降の作品に登場した着物を羽織ったカブ（野菜）型のメカ。アクダーマがやられる直前に「オロカ（愚か）…ブ」と言う。
また来週メカ、さよならメカ
本作品オリジナルのコックピットメカ。アクダーマが敗北する寸前に、ツブヤッキーがボタンを押すと登場して、「また、来週○○」「さよなら○○」と言ってあきらめさせるだけのメカ。おだてブタと共に第4話までは毎回登場するが、第7話以降は不定期の登場になる。各メカについては下記を参照（括弧内は登場話数）。
第1期より登場
シュウマイメカ（第1話、第8話、第2期第16話）
声 - 喜多村英梨
汽車メカ（第2話）
声 - 上田燿司
シュークリームメカ（第3話、第7話）
声 - 愛河里花子
ラクダメカ（第4話）
声 - 佐々健太
姑メカ・嫁メカ（第7話）
声 - 愛河里花子（姑メカ）、喜多村英梨（嫁メカ）
カバメカ（第10話、第2期第6話）
声 - 杉崎亮
サラバーちゃんメカ（第11話）
声 - 愛河里花子
ウナギメカ（第15話）
声 - 櫻井孝宏
カメメカ（16話）
声 - 愛河里花子
おモチメカ（18話）
声 - 愛河里花子
サッカー選手メカ（第20話）
声 - 櫻井孝宏
クリスマスメカ（第13話）
声 - 麦穂あんな（栗メカ）、櫻井孝宏（酢メカ）、愛河里花子（マスメカ）
クリスマスを祝うためのメカ。
第2期より登場
アイスクリームメカ（第5話）
声 - 佐々健太
アイスが溶けたムンクの形のメカ。アイスクリームと言うつもりが「アイ、スクリーム!!」と言ってしまったため、毎週言っているビマージョに顰蹙のまなざしで見つめた。
ダリの精メカ（第5話）
声 - 佐々健太
ビマージョが「毎週言ってるのは誰のせいなんだ!!」と言うと現れ、「おいら、ダリ（誰）のせい？」と言った。ビマージョはその後「次はピカソかい？」と言っていた。
諭吉メカ（第5話）
声 - 岩崎征実
メカ撃破前直前につかまって、慌てて「天は人の上に人を作らず」と言った。
ソースメカ、醤油メカ、ライチメカ（第8話）
声 - 佐々健太（ソースメカ）、櫻井孝宏（醤油メカ）、小市眞琴（ライチメカ）
それぞれさっさと有休を使って実家の会津若松に帰ろうとした際、「じゃあ、ソースかつ丼をお土産に買ってきて」という口論の際に現れそれぞれ「ソース（そーす）っすか」、「しょ〜ゆ〜こと（そういう事）ね」、「またライチュウ（来週）」と言う。
小池さんメカ（第9話）
声 - 菅原慎介
『藤子不二雄』漫画シリーズに登場する、小池さんのようなメカ。狩野英孝の持ちギャグを言って、ビマージョから突っ込まれた。
執事メカ、マッサージメカ（第10話）
声 - 上田燿司（執事メカ）、夢みるアドレセンス（マッサージメカ）

ヤギメカ（16話）
声 - 上田燿司
ミス桜島大根メカ（17話）
声 - 上田燿司

#### ワンポイントキャラクター
いずれも第2期より登場。主に偉人の解説役として登場。
実ワンコ
声 - 小市眞琴
背広に眼鏡を掛けた犬のキャラクター。偉人の実話の解説の際、「実ワン」と言って頷く。
諸説アリババ
声 - 上田燿司
アラビア風の服装のアリのキャラクター。偉人の「今週のビックリドッキリ豆知識」が諸説ある場合、「諸説アリ〜ババ、ほんとかな〜」と言って登場する。

## スタッフ
|                                      | 第1期                                               | 第2期                                               |
| ------------------------------------ | --------------------------------------------------- | --------------------------------------------------- |
| 原作・アニメーション制作             | タツノコプロ                                        | タツノコプロ                                        |
| 企画・プロデューサー                 | 永井幸治、渡邉季之                                  | 永井幸治、渡邉季之                                  |
| チーフプロデューサー                 | 菊川雄士、熊原勇蔵                                  | 菊川雄士、熊原勇蔵                                  |
| クリエイティブ・プロデューサー       | 日野晃博                                            | 日野晃博                                            |
| 企画協力・キャラクター原案・メカ原案 | レベルファイブ                                      | レベルファイブ                                      |
| 監督                                 | 稲垣隆行                                            | 稲垣隆行                                            |
| シリーズ構成                         | 加藤陽一                                            | 加藤陽一                                            |
| キャラクターデザイン                 | 吉松孝博                                            | 吉松孝博                                            |
| メカニックデザイン                   | 川原智弘（ボカンメカ） 大河原邦男（アクダーマメカ） | 川原智弘（ボカンメカ） 大河原邦男（アクダーマメカ） |
| エフェクト作画監督                   | 橋本敬史                                            | 橋本敬史                                            |
| メカニックメインアニメーター         | 小澤和則                                            | 小澤和則                                            |
| 美術デザイン                         | 比留間崇                                            | 大平司                                              |
| フロップデザイン・テロップデザイン   | 松山正彦                                            | 松山正彦                                            |
| 美術監督                             | 吉田美千子                                          | 吉田美千子                                          |
| 色彩設計                             | 永井留美子                                          | 内林裕美                                            |
| 撮影監督                             | 神木正士                                            | 神木正士                                            |
| 編集                                 | 松原理恵                                            | 松原理恵                                            |
| 音響監督                             | 岩浪美和                                            | 岩浪美和                                            |
| 音楽                                 | 蓑輪単志                                            | 蓑輪単志                                            |
| アニメーションプロデューサー         | 柳橋基治                                            | 柳橋基治                                            |
| 制作                                 | 読売テレビ、タツノコプロ                            | 読売テレビ、タツノコプロ                            |

## 主題歌
これまでシリーズで一貫して主題歌を提供してきた山本正之がOP・EDともに一切参加していない。
オープニングは「タイムボカンシリーズ」のテレビシリーズでは初めてジャニーズ事務所所属の歌手の曲が採用されており、「ミュージックステーション」（テレビ朝日系）などの音楽番組でよく披露された（第2期の第2クールではエンディングテーマを担当）。ED2、第2期ED1、OP2は過去の「タイムボカンシリーズ」と同じく、三悪の視点で描かれている。
オープニングテーマ
| 話数 | 曲名           | 作詞            | 作曲                            | 編曲              | 歌手                                                                            | レーベル                     | 発売日          | オリコン 最高位 （登場回数） |
| 第1期 | 第1期          | 第1期           | 第1期                           | 第1期             | 第1期                                                                           | 第1期                        | 第1期           | 第1期                        |
| --- | -------------- | --------------- | ------------------------------- | ----------------- | ------------------------------------------------------------------------------- | ---------------------------- | --------------- | ---------------------------- |
| #1-13 | Fantastic Time | KOUDAI IWATSUBO | Albi Albertsson KOUDAI IWATSUBO | 石塚知生          | Hey! Say! JUMP                                                                  | J Storm                      | 2016年 10月26日 | 1位 （16回）                 |
| レベルファイブが関係するアニメの主題歌をジャニーズ事務所所属のグループが歌うのは初めてである。                                                                                  |                |                 |                                 |                   |                                                                                 |                              |                 |                              |
| #14-24 | OVER THE TOP   | twelvelayers    | twelvelayers                    | SSKHz             | Hey! Say! JUMP                                                                  | J Storm                      | 2017年 2月22日  | 1位 （14回）                 |
| 制作者のテロップが大きく変わっており、次回予告でのBGMとしても使用されている。                                                                                                   |                |                 |                                 |                   |                                                                                 |                              |                 |                              |
| 第2期 |                |                 |                                 |                   |                                                                                 |                              |                 |                              |
| #1-12 | DESTINY        | Satomi          | 井上日徳                        | 井上日徳 堂島孝平 | KinKi Kids（堂本光一）（#1-4） KinKi Kids（堂本剛）（#5-8） KinKi Kids（#9-12） | ジャニーズ・エンタテイメント | 2018年1月24日   | 1位 （13回）                 |
| KinKi Kids音楽活動復帰曲。10月中は堂本光一の、11月には堂本剛のソロバージョンを使用。12月が二人そろっての正式な「KinKi Kids」バージョン。次回予告でのBGMとしても使用されている。 |                |                 |                                 |                   |                                                                                 |                              |                 |                              |
| #13-24 | WANTED GIRL    | ハヤシケイ      | ハヤシケイ                      | 毛蟹              | TrySail                                                                         | SACRA MUSIC                  | 2018年3月14日   | 12位 （4回）                 |

エンディングテーマ
| 話数 | 曲名                | 作詞                                           | 作曲                                | 編曲                 | 歌手                   | レーベル                      | 発売日          | オリコン 最高位 （登場回数） |
| 第1期 | 第1期               | 第1期                                          | 第1期                               | 第1期                | 第1期                  | 第1期                         | 第1期           | 第1期                        |
| --- | ------------------- | ---------------------------------------------- | ----------------------------------- | -------------------- | ---------------------- | ----------------------------- | --------------- | ---------------------------- |
| #1-13 | TRUE LOVE           | leonn                                          | 日比野裕史                          | baker                | 篠崎愛                 | Sony Music Records            | 2016年 12月7日  | 23位 （4回）                 |
| 歴史大全が真歴史に修正されたカットと登場したメカが掲載される。第2話以降はメカブトンのコックピットを背景にその回のダイジェストを流している。                                           |                     |                                                |                                     |                      |                        |                               |                 |                              |
| #14-24 | 激ヤバ∞ボッカーン!! | 妄想キャリブレーション 加藤哉子 ヒゲドライバー | ヒゲドライバー DJ'TEKINA//SOMETHING | DJ'TEKINA//SOMETHING | 妄想キャリブレーション | Sony Music Records            | 2017年 3月8日   | 17位 （1回）                 |
| 一部アニメーションは第1作のエンディングである『それゆけガイコッツ』をオマージュしている。前期とは逆にその回のダイジェストを流した後、歴史大全が真歴史に修正されたカットが掲載される。 |                     |                                                |                                     |                      |                        |                               |                 |                              |
| 第2期 |                     |                                                |                                     |                      |                        |                               |                 |                              |
| #1-12 | 20xx                | 中村彼方                                       | 佐々木裕                            | 牛尾憲輔             | 夢みるアドレセンス     | Sony Music Associated Records | 2017年 11月15日 | 8位 （5回）                  |
| #13-24 | Topaz Love          | 堂本剛                                         | 堂本光一                            | 堂島孝平             | KinKi Kids             | ジャニーズ・エンタテイメント  | 2018年1月24日   | 1位 （13回）                 |

## 各話リスト
第9話から第21話、第23話では、サブタイトルの真歴史の部分が○○と表記されている。

### 第1期
| 話数   | サブタイトル                                            | 脚本                  | 絵コンテ         | 演出                | 作画監督                                                       | メカ 作画監督              | 登場悪玉メカ                                                                               | 放送日         |
| ------ | ------------------------------------------------------- | --------------------- | ---------------- | ------------------- | -------------------------------------------------------------- | -------------------------- | ------------------------------------------------------------------------------------------ | -------------- |
| 第1話  | クレオパトラはクレ夫とパトラという漫才コンビだった!     | 加藤陽一              | 稲垣隆行         | 重原克也            | 阿部達也 鯉川慎平 中村真吾                                     | 川原智弘 小澤和則          | 虫取り網メカ→ 虫取り小僧メカ（不明） 巨大エジプト全部入りメカ （ピラミッドとスフィンクス） | 2016年 10月1日 |
| 第2話  | ライト兄弟はひとりっ子だった!                           | 加藤陽一              | ワタナベシンイチ | 飯村正之            | 吉田巧介 大木比呂                                              | 川原智弘 小澤和則          | ドローンメカ（ライトフライヤー号）                                                         | 10月8日        |
| 第3話  | 桃太郎は鬼よりも鬼だった!                               | 加藤陽一 永野たかひろ | こでらかつゆき   | 今中菜々            | 清水勇司 竹森由加                                              | 川原智弘                   | 桃太郎メカ （桃太郎の墨絵）                                                                | 10月15日       |
| 第4話  | 恐竜は人間のペットだった!                               | 永野たかひろ          | ワタナベシンイチ | 野木森達哉          | 鈴木信一 諸貫哲朗 門智昭                                       | 諸貫哲朗                   | ティラノメカ （ティラノサウルス）                                                          | 10月22日       |
| 第5話  | ハロウィンのトリック・オア・トリートは鳥取or島根だった! | 鴻野貴光              | 吉川浩司         | 種村綾隆            | 柴田志朗                                                       | 川原智弘                   | 松葉ガニメカ （松葉ガニ）                                                                  | 10月29日       |
| 第6話  | 渋谷のハチ公は蜂だった!                                 | 金杉弘子              | 坂田純一         | 秦義人              | 山崎敦子                                                       | 小澤和則                   | 香水メカ（香水）                                                                           | 11月5日        |
| 第7話  | コロンブスが発見したのは新大陸ではなく新体操だった!     | 加藤陽一              | こでらかつゆき   | 高林久弥            | 瀬尾康博 内原茂 前田亜紀 門智昭                                | 川原智弘                   | 海賊メカ （海賊船の船長と手下）                                                            | 11月12日       |
| 第8話  | シートンの動物記はドーナツ記だった!                     | 金杉弘子              | ヤマトナオミチ   | きみやしげる        | 高橋和徳                                                       | 小澤和則                   | ドーナツメカ（自由の女神が持っているドーナツ）                                             | 11月19日       |
| 第9話  | ガガーリンの名言は「地球は○○」だった!                   | 鴻野貴光              | ワタナベシンイチ | たかたまさひろ      | 岡昭彦 ふくだのりゆき                                          | 川原智弘 岡戸智凱          | ロケットメカ（ボストーク1号）                                                              | 11月26日       |
| 第10話 | 戦国時代の国盗り合戦は○○合戦だった!                     | 金杉弘子              | こでらかつゆき   | 重原克也            | 高井里沙 竹森由加 加野晃                                       | 小澤和則                   | 戦国武将メカ（今川義元）                                                                   | 12月3日        |
| 第11話 | 鉄砲伝来は○○伝来だった!                                 | 永野たかひろ          | 斉藤哲人         | 小野田雄亮 粟井重紀 | 柴田志朗 徳倉栄一 小野寺博文 高橋恒星 平良哲郎 吉田肇 粟井重紀 | 城前龍治                   | 種子島メカ（火縄銃）                                                                       | 12月10日       |
| 第12話 | ジャンヌ・ダルクは初代○○だった!                         | 加藤陽一              | こでらかつゆき   | 徐恵眞              | 鈴木信一 門智昭 児玉和子                                       | 城前龍治                   | 天使メカ（天使の変装をしたビマージョ）                                                     | 12月17日       |
| 第13話 | サンタクロースは○○だった!                               | あおしまたかし        | 坂田純一         | 秦義人              | 小林ゆかり                                                     | 小澤和則                   | トナカイメカ（トナカイ）                                                                   | 12月24日       |
| 第14話 | 忍者 服部半蔵は○○だった!                                | 鴻野貴光              | 吉川博明         | 高藤聡              | 高井里沙 内原茂 門智昭                                         | 小澤和則                   | 忍者メカ（コタロー、ガバ丸、あずき）                                                       | 2017年 1月7日  |
| 第15話 | ピタゴラスは○○の天才だった!                             | 金杉弘子              | あきとし         | 前園文夫            | 飯飼一幸 福島豊明 南伸一郎 佐野陽子                            | 小澤和則                   | うなぎの蒲焼メカ（うなぎの蒲焼）                                                           | 1月14日        |
| 第16話 | ガリレオ・ガリレイは○○だった!                           | 永野たかひろ          | こでらかつゆき   | 秦義人              | 竹森由加 児玉和子 吉田隆彦                                     | 岡戸智凱                   | 地球メカ（地球）                                                                           | 1月21日        |
| 第17話 | 三蔵法師が目指したのは世界一の○○だった!                 | 鴻野貴光              | こでらかつゆき   | 福元しんいち        | 和田伸一 高橋信也 森利夫                                       | 岡戸智凱 城前龍治          | 牛魔王メカ（牛）                                                                           | 1月28日        |
| 第18話 | ナスカの地上絵は〇〇だった!                             | 加藤陽一              | ワタナベシンイチ | 佐々木純人          | 平良哲朗 小野寺博文 徳倉栄一 粟井重紀                          | 小澤和則                   | 画伯メカ（ツブヤッキー）                                                                   | 2月4日         |
| 第19話 | 紫式部は〇〇だった!                                     | 金杉弘子              | 吉川博明         | 徐恵眞              | 西村彩 高井里沙 門智昭 小美野雅彦                              | 加野晃                     | 木魚メカ（木魚）                                                                           | 2月11日        |
| 第20話 | 新撰組は人〇〇集団だった!                               | 永野たかひろ          | 斉藤哲人         | 高藤聡 粟井重紀     | 高井里沙 西村彩 内原茂                                         | 城前龍治                   | アイドルファンメカ（新選組ファンの町娘）                                                   | 2月18日        |
| 第21話 | ヴェルサイユ宮殿は○○センターだった!                     | あおしまたかし        | こでらかつゆき   | 秦義人              | 小林ゆかり 徳川恵梨 Shin Hyung Sik                             | 小澤和則                   | 噴水メカ（噴水）                                                                           | 2月25日        |
| 第22話 | アメリカの月面着陸はヤラセだった!!                      | 永野たかひろ          | ワタナベシンイチ | 玉田博 粟井重紀     | 飯飼一幸 竹森由加                                              | 岡戸智凱                   | 自由の女神メカ（自由の女神像の模型）                                                       | 3月4日         |
| 第23話 | ナイチンゲールは白衣の○○だった!                         | 金杉弘子              | こでらかつゆき   | 所俊克              | 服部一郎 丹澤学 青木美穂 Han Sung hui Lee Boohee               | 小澤和則                   | 包帯松葉杖メカ（スズッキーが持っていた松葉杖）                                             | 3月11日        |
| 第24話 | 天才ダ・ヴィンチが最終回だった!                         | 加藤陽一              | 斉藤哲人         | 徐恵眞 秦義人       | 高井里沙 内原茂 粟井重紀 吉田隆彦 加々美高浩                   | 城前龍治 岡戸智凱 川原智弘 | ダ・ピンチメカ（レオナルド24の一人）                                                       | 3月18日        |

### 第2期
全編通して、サブタイトルは「ビックリドッキリ」の語句を含んだものとなっている。
| 話数   | サブタイトル                                                                                | 脚本                | 絵コンテ         | 演出                    | 作画監督                                                                | メカ 作画監督                                                | 登場悪玉メカ                                       | 放送日         |
| ------ | ------------------------------------------------------------------------------------------- | ------------------- | ---------------- | ----------------------- | ----------------------------------------------------------------------- | ------------------------------------------------------------ | -------------------------------------------------- | -------------- |
| 第1話  | 天才発明家エジソンと日本のビックリドッキリな関係とは!?                                      | 加藤陽一            | 稲垣隆行         | 徐恵眞                  | 西村彩                                                                  | 城前龍治 川原智弘                                            | エジソンメカ（電球や蓄音機などエジソンの発明品）   | 2017年 10月7日 |
| 第2話  | 野球の神ベーブルースがやろうとしていたビックリドッキリな仕事とは!?                          | 金杉弘子            | いわもとやすお   | いわもとやすお          | 吉田巧介                                                                | 岡戸智凱 川原智弘                                            | メジャーリーガーメカ（メジャーリーガー）           | 10月14日       |
| 第3話  | 幕末の風雲児坂本龍馬が日本で初めて行ったビックリドッキリなこととは!?                        | 永野たかひろ        | 秦義人           | 大西健太                | 粟井重紀                                                                | 城前龍治 川原智弘                                            | 土佐闘犬メカ（土佐犬の闘犬）                       | 10月21日       |
| 第4話  | ホームズを生んだコナン・ドイルが夢中になっていたビックリドッキリなこととは!?                | 加藤陽一 小林英造   | 矢吹勉           | 白石道太                | 吉田巧介 山田勝也                                                       | 岡戸智凱 川原智弘                                            | ホームズメカ（シャーロック・ホームズ）             | 10月28日       |
| 第5話  | 文豪夏目漱石が夢中だったビックリドッキリな食べ物とは!?                                      | 涼村千夏            | こでらかつゆき   | 秦義人                  | 竹森由加 前田亜紀 高井里沙                                              | 城前龍治 川原智弘                                            | 千円札メカ（ビマージョのへそくりの千円札）         | 11月4日        |
| 第6話  | 世界的なヒロイン人魚姫にあなたもなれるビックリドッキリな方法とは?                           | あおしまたかし      | ワタナベシンイチ | 日下直義                | 佐々木萌                                                                | 岡戸智凱 川原智弘                                            | マーメイドメカ（マーメイド（人魚＋メイド））       | 11月11日       |
| 第7話  | 将軍は貯金好き!徳川家康のビックリドッキリな節約術とは!?                                     | 鴻野貴光            | たかたまさひろ   | たかたまさひろ 牧野友映 | 八角彩香 岡昭彦                                                         | 城前龍治 川原智弘 粟井重紀 森悦史 森本由布希 飯塚葉子 藤原潤 | 将軍家康メカ（徳川家康）                           | 11月18日       |
| 第8話  | 今でもマネできる!楊貴妃のビックリドッキリな美容法とは!?                                     | 金杉弘子            | こでらかつゆき   | 白石道太                | 河野絵美 吉田巧介                                                       | 岡戸智凱 川原智弘                                            | ライチメカ（ライチ）                               | 11月25日       |
| 第9話  | 水戸黄門と日本テレビ水卜アナのビックリドッキリな関係とは!?                                  | 永野たかひろ        | 稲垣隆行         | 徐恵眞                  | 西村彩 前田亜紀                                                         | 城前龍治 川原智弘                                            | 寸胴ちゃんメカ（ケイコ）（寸胴）                   | 12月2日        |
| 第10話 | 空海が探し当てた日本各地のビックリドッキリなお宝とは!?                                      | 加藤陽一 林田祐太郎 | いわもとやすお   | いわもとやすお          | 吉田巧介 森出剛 宇都木勇                                                | 岡戸智凱 川原智弘                                            | 漢字メカ→幸せメカ→辛いメカ（土×2、一→幸→辛の漢字） | 12月9日        |
| 第11話 | 3時間しか寝ないというナポレオンもビックリドッキリな安眠法とは!?                             | 永野たかひろ        | ワタナベシンイチ | 大西健太                | 星野守                                                                  | 城前龍治 川原智弘                                            | ナポレオンメカ（ナポレオン）                       | 12月16日       |
| 第12話 | 福澤アナまた見参!自由の女神ウルトラクイズ!                                                  | 鴻野貴光            | 矢吹勉           | 北野孝明                | 吉田巧介 河野絵美 藤田和行 森田実 飯飼一幸                              | 岡戸智凱 川原智弘                                            | ゴリラメカ（ゴリラ）                               | 12月23日       |
| 第13話 | 日本が世界に誇る浮世絵師葛飾北斎が93回も引っ越したビックリドッキリな理由とは!?              | 涼村千夏            | 秦義人           | 秦義人                  | 竹森由加 高井里沙                                                       | 城前龍治 川原智弘                                            | 赤富士メカ（赤富士）                               | 2018年 1月6日  |
| 第14話 | 発明家平賀源内が考えた、今でもみんなが知ってるビックリドッキリなキャッチコピーとは!?        | あおしまたかし      | どじゃがげん     | 日下直義                | 佐々木萌                                                                | 岡戸智凱 川原智弘                                            | デンキウナギメカ（デンキウナギ）                   | 1月13日        |
| 第15話 | 学問の神様菅原道真のビックリドッキリな天才伝説とは!?                                        | 鴻野貴光            | こでらかつゆき   | 粟井重紀                | 粟井重紀 松本和志 佐藤元 松下純子 大河原晴男                            | 川原智弘 加野晃                                              | 平安貴族メカ（平安貴族）                           | 1月20日        |
| 第16話 | ベートーヴェンの肖像画が怖い顔になっているビックリドッキリな理由とは!?                      | 涼村千夏            | こでらかつゆき   | 白石道太                | 森田実 藤田和行 冨吉幸希 吉田巧介                                       | 岡戸智凱 川原智弘                                            | メトロノームメカ（メトロノーム）                   | 1月27日        |
| 第17話 | 明治維新の立役者西郷隆盛が犬を連れていたビックリドッキリな理由とは!?                        | 金杉弘子            | どじゃがげん     | 日下直義                | 佐々木萌 竹森由加                                                       | 川原智弘                                                     | 桜島大根メカ（桜島大根）                           | 2月3日         |
| 第18話 | 春日局は裏切り者の娘だった!大奥の頂点にのぼりつめたビックリドッキリな理由とは!?             | 金杉弘子            | いわもとやすお   | いわもとやすお          | 飯飼一幸 藤田和行                                                       | 岡戸智凱 川原智弘                                            | お局様メカ（お局様）                               | 2月10日        |
| 第19話 | イモトが偉人!?珍獣ハンターイモトアヤコのビックリドッキリな悩みとは!?                        | 加藤陽一            | ワタナベシンイチ | 秦義人                  | 西村彩                                                                  | 城前龍治 川原智弘                                            | イモトメカ（イモトアヤコ）                         | 2月17日        |
| 第20話 | 電話を発明したグラハム・ベル!電話の誕生をめぐるビックリドッキリな争いとは!?                 | 金杉弘子            | ワタナベシンイチ | 秦義人                  | 粟井重紀 佐藤元 大河原晴男                                              | 川原智弘                                                     | バブル携帯電話メカ（ショルダーホン）               | 2月24日        |
| 第21話 | 松尾芭蕉はニンジャだった!?おくのほそ道のビックリドッキリな旅の真相とは!?                    | あおしまたかし      | こでらかつゆき   | 日下直義                | 冨吉幸希 飯飼一幸 藤田和行                                              | 岡戸智凱 川原智弘                                            | カエルメカ（カエル）                               | 3月3日         |
| 第22話 | 脱獄不可能なアルカトラズ刑務所!脱獄させないための超しょーもないビックリドッキリな作戦とは!? | 永野たかひろ        | 吉川博明         | 清水一伸                | 森田実 森島浩一 二上由佳子 佐々木一浩 飯飼一幸 佐野勝 吉田巧介 藤田和行 | 岡戸智凱 川原智弘                                            | プリズンプリンスメカ（監獄＋王子）                 | 3月10日        |
| 第23話 | 源平合戦で活躍!源義経が弁慶に打ち勝ったビックリドッキリな理由とは!?                         | 鴻野貴光            | どじゃがげん     | 福元しんいち            | 佐々木萌                                                                | 加野晃 川原智弘                                              | 弁慶メカ（武蔵坊弁慶）                             | 3月17日        |
| 第24話 | あの聖徳太子が決める格付けランキング「ボ冠位十二階」!そしてビマージョの行方は!?             | 加藤陽一            | 稲垣隆行         | 徐恵眞                  | 高井里沙 前田亜紀 大前祐美子 藤田和行                                   | 城前龍治 川原智弘                                            | ビマージョメカ（ビマージョ）                       | 3月24日        |

## 放送局・配信元
| 放送期間                                                    | 放送時間           | 放送局                                                         | 対象地域 | 備考                                    |
| ----------------------------------------------------------- | ------------------ | -------------------------------------------------------------- | -------- | --------------------------------------- |
| 2016年10月1日 - 2017年3月18日 2017年10月7日 - 2018年3月24日 | 土曜 17:30 - 18:00 | 読売テレビ（制作局）ほか 日本テレビ系列（NNS）フルネット局28局 | 日本全域 | 字幕放送 / 連動データ放送               |
| 2016年10月2日 - 2017年3月19日 2017年10月8日 - 2018年3月25日 | 日曜 7:00 - 7:30   | テレビ大分（TOS）                                              | 大分県   | NNS/FNSクロスネット局                   |
| 2017年2月27日 - 8月14日                                     | 月曜 19:00 - 19:30 | アニマックス                                                   | 日本全域 | BS/CS放送 / 字幕放送 / リピート放送あり |

| 配信期間                                                    | 配信時間        | 配信サイト                                 | 備考 |
| ----------------------------------------------------------- | --------------- | ------------------------------------------ | --- |
| 2016年10月1日 - 2017年3月18日 2017年10月7日 - 2018年3月24日 | 土曜 18:00 更新 | ytv MyDo! （読売テレビ公式無料動画サイト） | 配信開始から翌週土曜17:29まで視聴可能・無料配信                                                                             |
| 2016年10月2日 - 2017年3月26日 2017年10月8日 - 2018年3月25日 | 日曜 10:00 更新 | GYAO!                                      | 1期（タイムボカン24）は配信開始から翌週土曜17:29まで視聴可能 放送期間中第1話無料 最新話1週間無料配信後はGYAO!ストアでも配信 |

## BD / DVD
発売・販売元はポニーキャニオン。

### 第1期
| 巻   | 発売日        | 収録話          | 規格品番   | 規格品番   |     |     |
| 巻   | 発売日        | 収録話          | BD         | DVD        |     |     |
| BOX  | BOX           | BOX             | BOX        | BOX        | BOX | BOX |
| ---- | ------------- | --------------- | ---------- | ---------- | --- | --- |
| BOX1 | 2017年5月17日 | 第1話 - 第12話  | PCXP-60059 | -          |     |     |
| BOX2 | 2017年9月20日 | 第13話 - 第24話 | PCXP-60060 | -          |     |     |
| 単巻 |               |                 |            |            |     |     |
| 1    | 2017年2月15日 | 第1話 - 第3話   | -          | PCBP-53661 |     |     |
| 2    | 2017年3月15日 | 第4話 - 第6話   | -          | PCBP-53662 |     |     |
| 3    | 2017年4月19日 | 第7話 - 第9話   | -          | PCBP-53663 |     |     |
| 4    | 2017年5月17日 | 第10話 - 第12話 | -          | PCBP-53664 |     |     |
| 5    | 2017年6月21日 | 第13話 - 第15話 | -          | PCBP-53665 |     |     |
| 6    | 2017年7月19日 | 第16話 - 第18話 | -          | PCBP-53666 |     |     |
| 7    | 2017年8月18日 | 第19話 - 第21話 | -          | PCBP-53667 |     |     |
| 8    | 2017年9月20日 | 第22話 - 第24話 | -          | PCBP-53668 |     |     |

## 漫画版
『コロコロイチバン!』にて杉谷和彦による漫画版が、2016年11月号から2017年4月号まで連載された。トキオがボケでカレンがツッコミに回るなど、テレビシリーズとの相違点も多々見られる。

## ゲーム
タイムボカン24 ボカンメカバトル!
スマートフォン用ゲームとして、エイタロウソフトより2017年6月1日に配信開始となり、同年10月以降は第2期の放送開始に合わせ『タイムボカン ボカンメカウォーズ!』にリニューアルした。2018年11月26日にサービス終了。